# Batalha de Bakhmut
A Batalha de Bakhmut foi uma série contínua de confrontos militares perto da cidade de Bakhmut entre a Ucrânia e a Rússia durante a ofensiva do leste da Ucrânia, parte da Invasão da Ucrânia pela Rússia em 2022.
O bombardeio da cidade começou em maio, mas o ataque principal à cidade começou em 1.º de agosto, depois que as forças ucranianas se retiraram de Popasna após a batalha pela cidade. A principal força de assalto era formada principalmente por mercenários da organização paramilitar russa Grupo Wagner. Em novembro, os ataques se intensificaram quando as forças russas foram reforçadas por unidades das Forças Armadas Russas redistribuídas da frente de Kherson, juntamente com recrutas recém-mobilizados, e os combates se transformaram em uma feroz guerra de trincheiras, com ambos os lados sofrendo muitas baixas e com avanços significativos por parte dos russos que estavam fazendo um cerco em torno de Bakhmut.
Em 20 de maio de 2023, Bakhmut havia sido em grande parte capturada pelas forças russas, com o exército ucraniano controlando apenas uma pequena faixa da cidade ao longo da rodovia T0504. No entanto, a Ucrânia iniciou contra-ataques nos flancos da cidade, buscando cercar as forças russas. Por volta da mesma data, em 25 de maio, o Grupo Wagner começou a se retirar da cidade para ser substituído por tropas regulares russas, em meio a intensas disputas internas entre a liderança do Wagner e o alto comando russo.
Embora inicialmente fosse um alvo com menor importância tática, Bakhmut se tornou uma das principais batalhas da Guerra Russo-Ucraniana devido ao grande investimento de recursos e mão de obra que ambos os lados utilizaram para controlar a cidade. A Batalha de Bakhmut foi descrita como uma "moedora de carne" e um "vórtice" tanto para os militares ucranianos quanto para os russos. A intensidade da batalha e o alto número de baixas foram comparados à Batalha de Verdun na Primeira Guerra Mundial, bem como aos combates na Segunda Guerra Mundial.

## Prelúdio

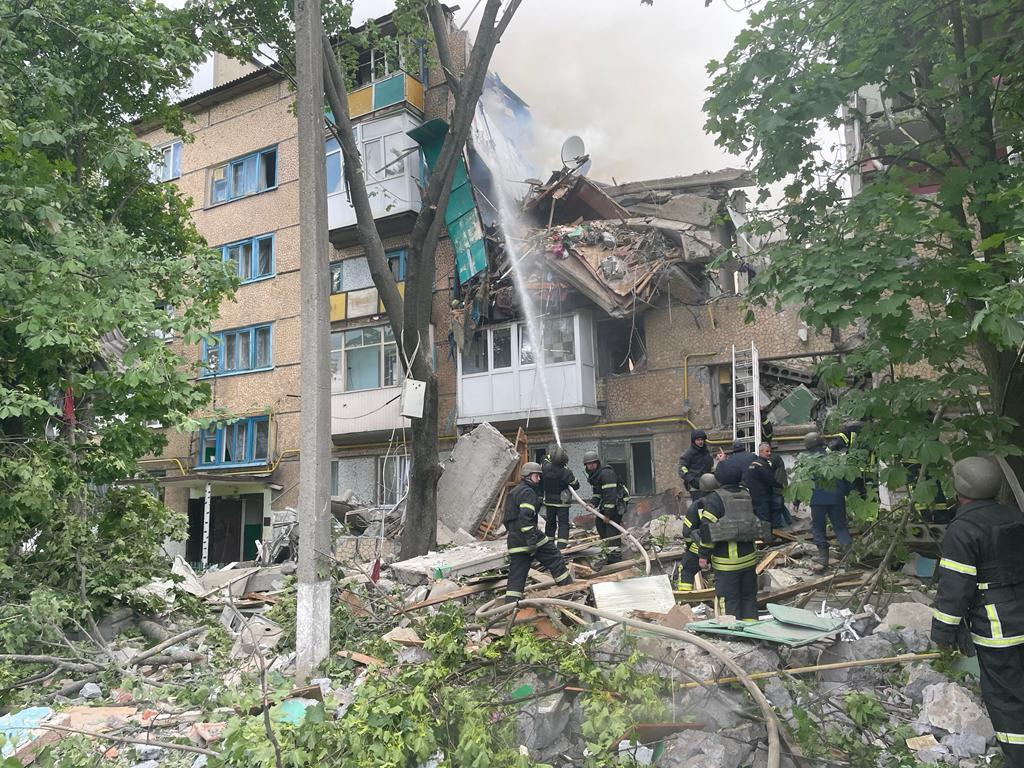
Apartamentos em Bakhmut após um bombardeio russo. A cidade está sob bombardeio constante desde maio.

Durante a invasão russa da Ucrânia em 2022, um dos principais objetivos russos era capturar a região do Donbas, que consiste nos oblasts de Donetsk e Luhansk. Após as batalhas de Severodonetsk e Lysychansk no início de julho, a Rússia e as forças separatistas capturaram todo o oblast de Luhansk, e o campo de batalha mudou para as cidades de Sloviansk, Bakhmut e Soledar. Antes da batalha em Bakhmut, o brigadeiro-general ucraniano Oleksandr Tarnavskiy afirmou que a Rússia tinha uma vantagem de cinco para um em número de tropas sobre a Ucrânia ao longo da frente oriental.
A partir de 17 de maio, as forças russas começaram a bombardear Bakhmut, matando cinco pessoas, incluindo uma criança de dois anos. Após a queda de Popasna em 7 de maio, as forças ucranianas se retiraram da cidade para reforçar as posições em Bakhmut. Enquanto isso, as forças russas conseguiram avançar na rodovia Bakhmut-Lysychansk, colocando em perigo as tropas ucranianas restantes na área de Lysychansk-Severodonetsk. O posto de controle russo ao longo da rodovia foi posteriormente demolido, embora os combates tenham recomeçado em 30 de maio ao longo da rodovia Kostiantynivka-Bakhmut, onde as forças ucranianas defenderam com sucesso a rodovia.
O bombardeio de Bakhmut continuou durante o resto de junho e julho, aumentando após o início da batalha de Donets. Em 25 de julho, as forças ucranianas se retiraram da Usina térmica de Vuhlehirska, junto com a cidade vizinha de Novoluhanske, dando às forças russas e separatistas uma "pequena vantagem tática" em relação a Bakhmut. Dois dias depois, em 27 de julho, o bombardeio russo de Bakhmut matou três civis e feriu outros três.

## A batalha

### Ofensivas russas e começo do cerco (agosto–outubro de 2022)
Em 1.º de agosto, as forças russas lançaram ataques terrestres maciços aos assentamentos aosudeste  sul e de Bakhmut. Tanto o Ministério da Defesa da Rússia quanto as páginas pró-russas do Telegram afirmaram que a batalha de Bakhmut havia começado. No dia seguinte, a Ucrânia informou que as forças russas aumentaram os ataques aéreos e bombardeios da cidade, iniciando um ataque terrestre na parte sudeste da cidade. O bombardeio continuou até 3 de agosto. Em 4 de agosto, os mercenários do Grupo Wagner conseguiram romper as defesas ucranianas e chegar à rua Patrice Lumumba, na periferia leste de Bakhmut.

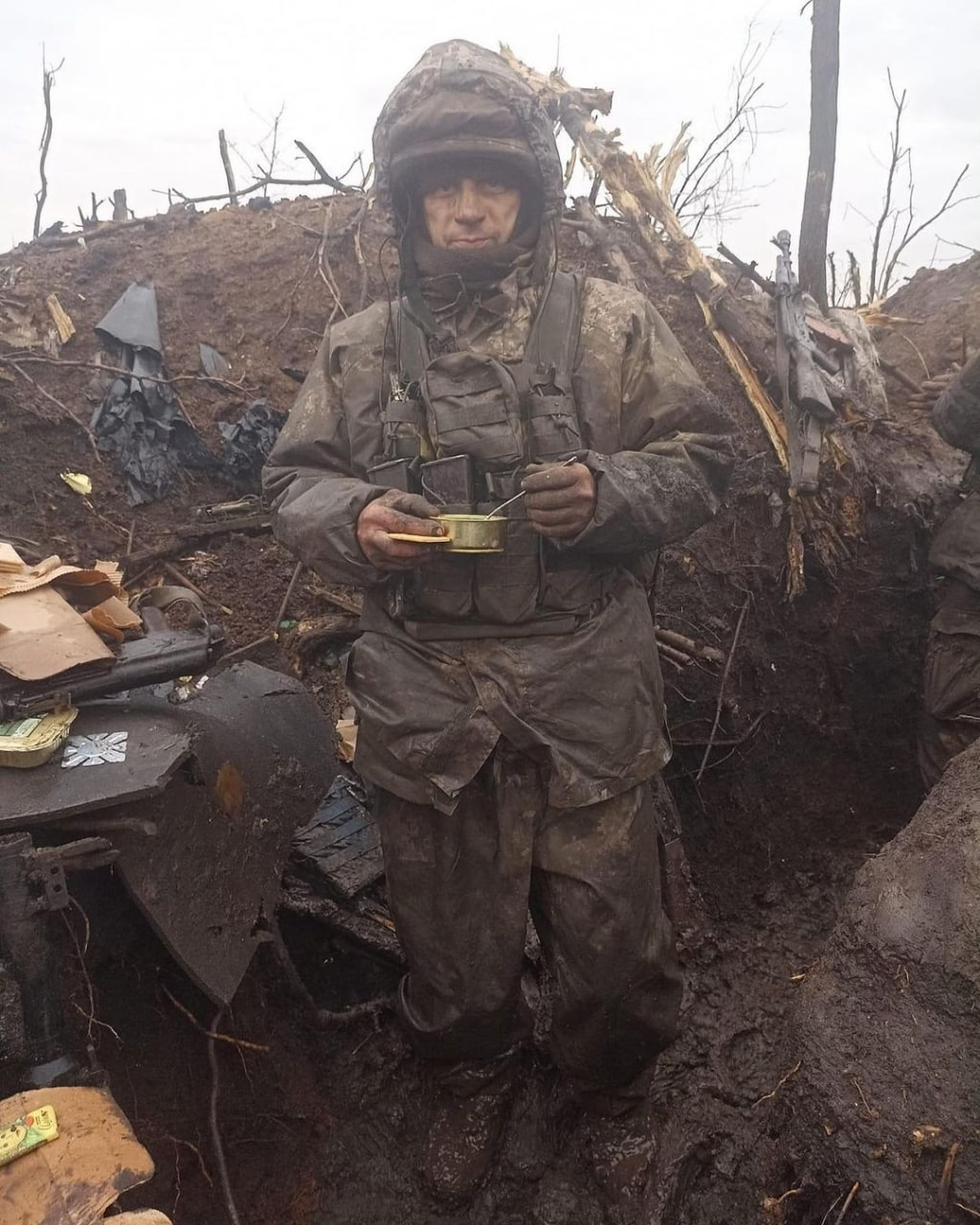
Soldado ucraniano nas trincheiras de Bakhmut, novembro de 2022

Em 10 de agosto, as forças russas bombardearam a parte central da cidade, matando sete civis e ferindo outros seis. Muitos edifícios foram danificados no bombardeio. Nos dias seguintes, as forças russas continuaram avançando em direção a Bakhmut pelo sul, com o Estado-Maior ucraniano declarando em 14 de agosto que as forças russas haviam alcançado "sucesso parcial" perto de Bakhmut, mas não oferecendo detalhes.
Em 20 de setembro, Aleksey Nagin, comandante do Grupo Wagner, foi morto perto de Bakhmut. As forças do Grupo Wagner nas linhas de frente em Bakhmut também estavam sendo reforçadas por prisioneiros da Rússia e de estados separatistas aliados.

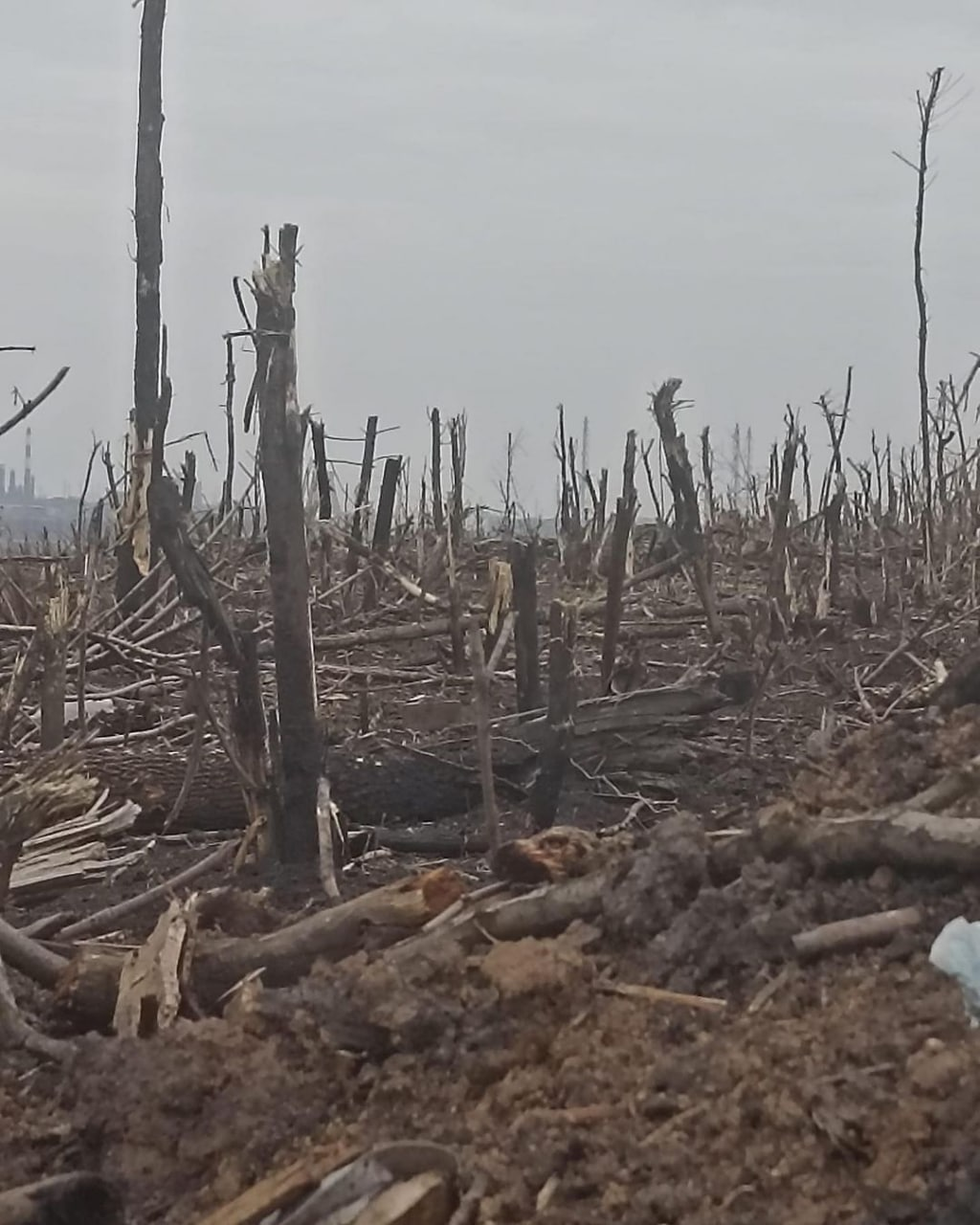
Terra de ninguém nos arredores de Bakhmut, novembro de 2022

O bombardeio noturno no centro da cidade em 21 de setembro queimou o Palácio da Cultura Martynov, onde funcionava a sede humanitária. Durante a extinção do incêndio, o Corpo de Bombeiros local foi acionado, informando que dois funcionários do Serviço de Emergência Estatal da Ucrânia ficaram feridos e equipamentos danificados. À noite, um prédio de cinco andares foi parcialmente destruído pelo bombardeio russo.
Em 7 de outubro, as forças russas avançaram para as aldeias de Zaitseve e Opytne, nos subúrbios sul e sudeste de Bakhmut, enquanto em 10 de outubro, o Ministério da Defesa do Reino Unido afirmou que as tropas russas avançaram para mais perto de Bakhmut. Em 12 de outubro, as forças russas afirmaram ter capturado Opytne e Ivanhrad, embora essas cidades ainda fossem contestadas. Fontes ucranianas disseram que uma pequena contraofensiva em 24 de outubro expulsou as forças russas de algumas fábricas na periferia leste da cidade.

### Chegada do inverno e intensificação dos combates (novembro–dezembro de 2022)
Em novembro, com a chegada do inverno, os combates em torno de Bakhmut teriam decaído em condições de guerra de trincheiras, com nenhum dos lados fazendo avanços significativos e centenas de baixas relatadas diariamente em meio a ferozes bombardeios e duelos de artilharia. Em 10 de novembro, os ucranianos afirmaram que o Grupo Wagner havia sofrido quase 140 baixas nas últimas 24 horas, incluindo mais de 40 homens mortos, em combates perto de Bakhmut. Em 27 de novembro, o The New York Times relatou um alto nível de baixas para ambos os exércitos, também colocando o número de ucranianos feridos em 290 nas 36 horas anteriores.
As forças russas romperam as linhas de defesa ao sul de Bakhmut no final de novembro, avançando em Opytne até 28 e 29 de novembro, iniciando uma pequena ofensiva ao sul de Bakhmut e capturando as aldeias de Andriivka, Ozarianivka e Zelenopillia. As tropas do Wagner atacaram Kurdyumivka, adjacente a Ozarianivka, com alguns milbloggers russos alegando que o assentamento foi capturado. As forças russas também atacaram posições ucranianas a sudeste de Bakhmut.
Em 3 de dezembro, Serhii Cherevatyi, porta-voz do Comando Oriental da Ucrânia, descreveu a frente de Bakhmut como "o setor mais sangrento, cruel e brutal... na guerra russo-ucraniana até agora", acrescentando que os russos "conduziram 261 ataques com artilharia de vários calibres apenas nas últimas 24 horas". No mesmo dia, um voluntário militar da Geórgia disse à mídia que um grupo de voluntários georgianos havia sido cercado durante confrontos perto de Bakhmut. O comandante foi ferido e cinco ou seis voluntários, servindo na 57.ª Brigada da Ucrânia, foram mortos, levando a presidente georgiana, Salome Zurabishvili, a expressar condolências. De 6 a 7 de dezembro, o Ministério da Defesa russo afirmou que suas forças, incluindo os combatentes do Wagner, haviam repelido com sucesso os contra-ataques ucranianos ao sul de Bakhmut.
Em 9 de dezembro, o presidente Zelensky acusou a Rússia de "destruir" Bakhmut, chamando-a de "outra cidade do Donbas que o exército russo transformou em ruínas queimadas". O ex-soldado e testemunha ocular da batalha Petro Stone chamou a frente de Bakhmut de "moedor de carne", dizendo que os russos estavam "cobrindo Bakhmut com fogo 24 horas por dia, 7 dias por semana". O governador do oblast de Donetsk, Pavlo Kyrylenko, disse que toda a linha de frente estava sendo bombardeada e que cinco civis foram mortos e dois feridos em 9 de dezembro. Soldados da 24.ª Brigada Mecanizada da Ucrânia relataram recentes combates no campo de batalha para a mídia, como um tiroteio de vários dias com 50 soldados russos cavados em uma linha de árvores onde em alguns lugares "estávamos a apenas 100 metros de distância". Soldados ucranianos afirmaram que as tropas russas da linha de frente frequentemente atacavam com pouco apoio de tanques, com soldados do Wagner servindo como as principais tropas de assalto e "mobiks" (conscritos russos recentemente mobilizados) mal equipados mantendo posições defensivas.

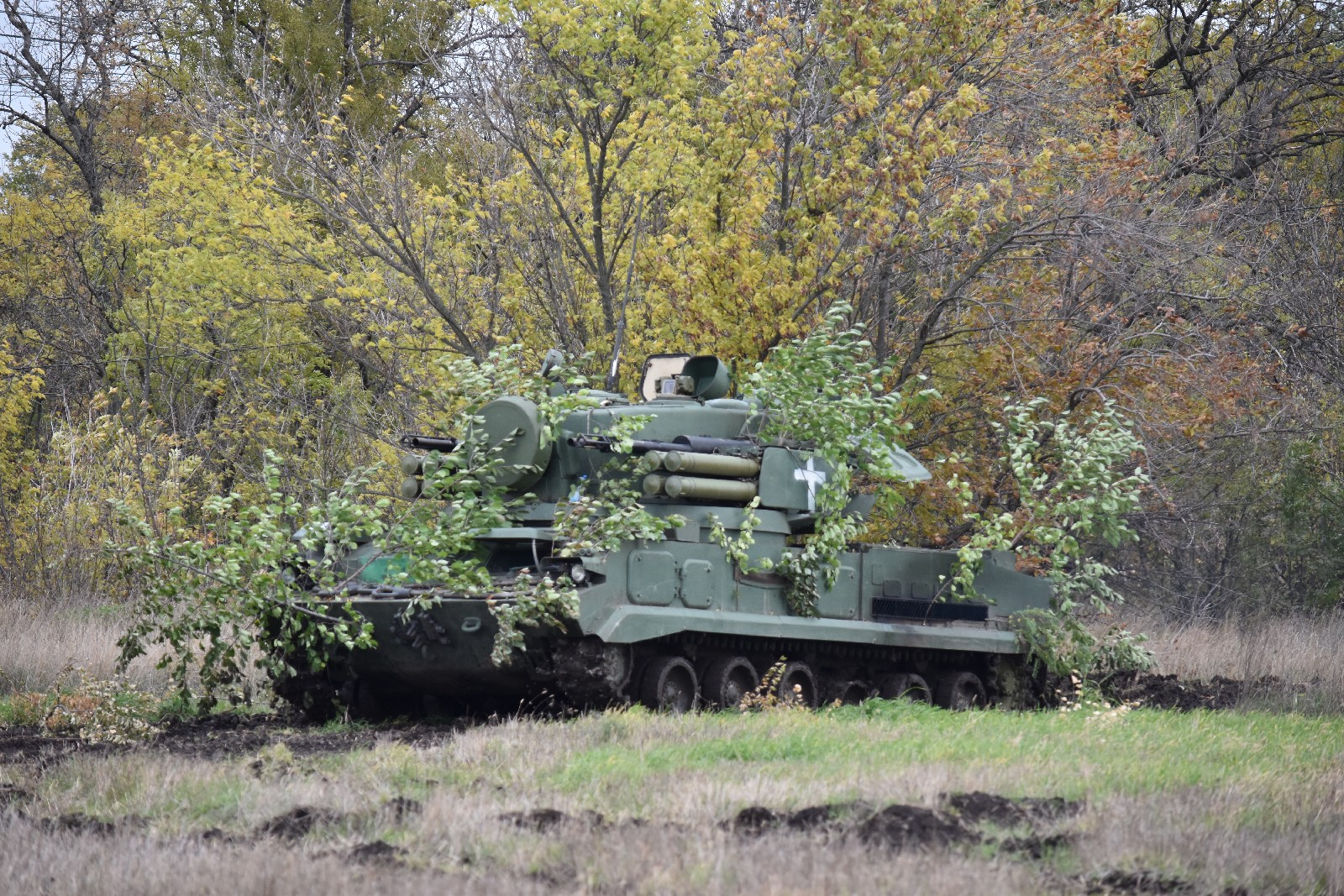
Veículo antiaéreo 9K22 Tunguska ucraniano nos arredores de Bakhmut

Em 11–13 de dezembro, fontes russas afirmaram que os combatentes do Grupo Wagner haviam superado as defesas no leste de Bakhmut, ocupando a seção norte da rua Fyodor Maksimenko e avançando ao longo da rua Patrice Lumumba na zona industrial, capturando totalmente a fábrica Siniat ALC e outros prédios da região. Nos arredores, soldados do Grupo Wagner também supostamente invadiram Pidhorodne, localizada no flanco nordeste de Bakhmut, e fizeram pequenos avanços em meio a intensos combates em Opytne, na aproximação sul de Bakhmut. Essas alegações de avanços russos não foram verificadas de forma independente na época, mas o Estado-Maior ucraniano confirmou combates intensos em Bakhmutske, Soledar e Pidhorodne, embora afirmasse ter repelido todos os ataques inimigos. Em 11 de dezembro, uma ponte ferroviária sobre a rodovia E40 (M-03) ao norte de Bakhmut foi destruída; os russos acusaram os ucranianos de demoli-la para impedir futuros avanços russos contra Sloviansk. Em 13 de dezembro, fontes russas afirmaram que violentos combates de rua urbanos haviam começado nos setores leste e sudeste de Bakhmut, particularmente ao longo da avenida Pershotravnevyy até a rua Dobroliubova, ao mesmo tempo em que afirmavam que 90% de Opytne havia sido capturado em meio à feroz resistência ucraniana. O Estado-Maior ucraniano disse ter repelido com sucesso os ataques a nordeste e ao sul de Bakhmut nas direções de Soledar e Kurdiumivka, respectivamente.
De 20 a 21 de dezembro de 2022, o presidente Zelensky fez uma visita não anunciada à frente de Bakhmut, onde se reuniu com soldados, concedeu medalhas e fez discursos. Enquanto isso, bombardeios pesados e combates nos arredores de Bakhmut continuaram enquanto as forças russas tentavam repetidamente quebrar as posições ucranianas entrincheiradas nos flancos da cidade. De acordo com alguns relatórios, guerreiros do Grupo Wagner atacaram as posições defensivas ucranianas em Bakhmutske, Pidhorodne e Klishciivka, localizados ao longo dos flancos nordeste e sudoeste de Bakhmut, respectivamente, enquanto os ucranianos continuaram a manter o norte de Opytne, detendo o avanço da Rússia do sul. Em 26 de dezembro, o governador ucraniano de Donetsk, Pavlo Kyrylenko, disse que mais de 60% da infraestrutura de Bakhmut foi danificada ou destruída. O Instituto para o Estudo da Guerra (ISW) julgou que o avanço da Rússia em Bakhmut havia "culminado" em 28 de dezembro, avaliando que as forças russas e os combatentes do Grupo Wagner haviam se tornado cada vez mais incapazes de sustentar a escala anterior de ataques de infantaria e barragens de artilharia.

### Queda de Soledar e quase cerco (janeiro–abril de 2023)
No começo de janeiro de 2023, o ritmo de combate e a taxa de fogo de artilharia no setor de Bakhmut diminuíram significativamente, com o jornal The Kyiv Independent observando que a batalha estava "quase culminando" no seu auge.
Em 7 de janeiro de 2023, o líder do Grupo Wagner, Yevgeny Prigozhin, fez comentários em seu canal do Telegram sobre Bakhmut: "A cereja do bolo é o sistema de Soledar e Bakhmut". O governo dos Estados Unidos acreditava que os mercenários do Grupo Wagner estavam interessados no "sal e gesso" da região por "razões comerciais", o que explicaria parcialmente a obsessão de Prigozhin pela cidade.
Em 16 de janeiro, forças russas conquistaram a cidade de Soledar, localizada a 20 km ao norte de Bakhmut. A captura dessa cidade permitiria ao exército russo e aos mercenários do Grupo Wager a cercar Bakhmut pelo flanco, cortando as linhas de abastecimento da Ucrânia e cercando a cidade. Quatro dias depois, tanto o Ministério da Defesa russo quanto os mercenários do Grupo Wagner afirmaram ter capturado Klishchiivka, um vilarejo localizado 9 km a sudoeste de Bakhmut, embora a Reuters não pudesse verificar independentemente as alegações na época.
No começo de fevereiro, o The New York Times reportou que os russos haviam intensificado seus ataques contra a cidade e as áreas vizinhas. Em 22 de fevereiro, as forças russas já haviam cercado Bakhmut pelo leste, sul, norte e noroeste. O avanço russo era lento e sangrento, porém efetivo, formando uma pinça pelos flancos em torno da cidade.
Em 3 de março de 2023, Yevgeny Prigozhin, fundador do Grupo Wagner, afirmou que cidade ucraniana de Bakhmut estava "praticamente cercada. [...] Resta apenas uma rodovia para sair da cidade", declarou em um vídeo publicado no Telegram. Prigozhin, cujos homens estavam na linha de frente nesta batalha, pediu ao presidente da Ucrânia, Volodymyr Zelensky, que ordenasse a retirada das tropas ucranianas da cidade, em grande parte destruída e onde os dois lados sofreram muitas baixas. Em 8 de março de 2023, o Grupo Wagner reivindicou o controle sobre toda a parte leste de Bakhmut após a tropas ucranianas terem cruzado o rio Bakhmutka para a parte oeste da cidade. Ao mesmo tempo, Volodymyr Zelensky, em entrevista para a CNN, afirmava que se Bakhmut caísse os russos teriam 'caminho aberto' para avançar sobre Kramatorsk e Sloviansk.

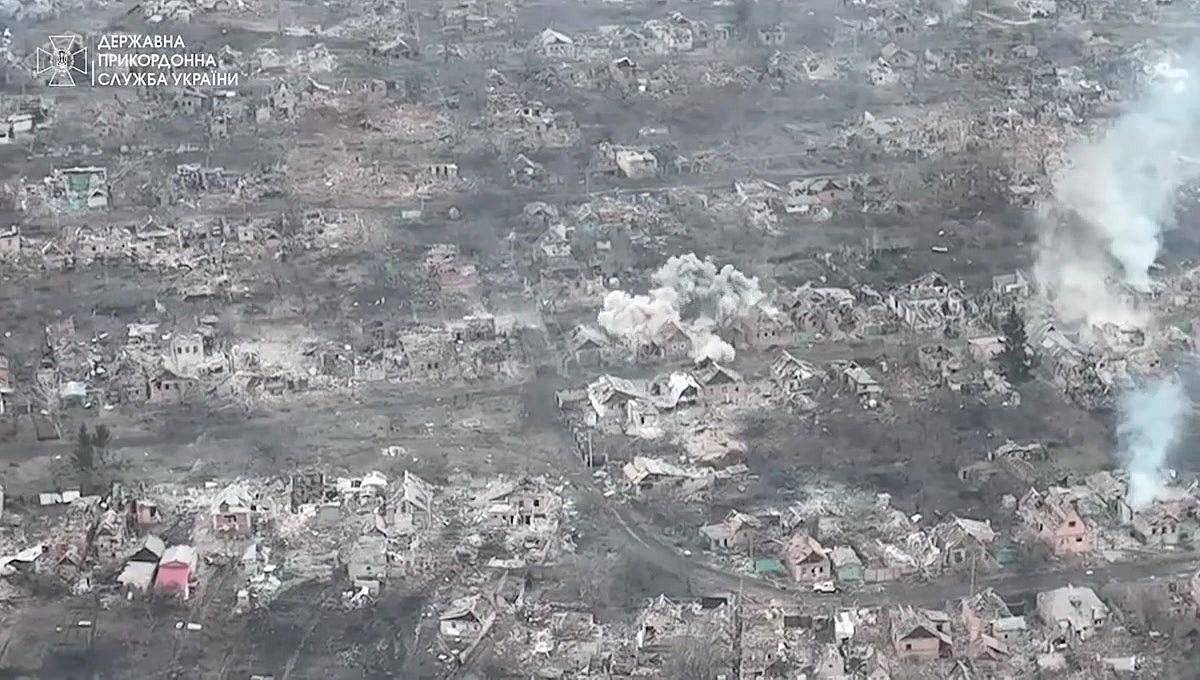
Vista aérea das ruínas de Bakhmut em março de 2023

Ainda em 3 de março, militares ucranianos destruíram duas pontes chaves, criando a possibilidade de uma retirada controlada. Em 4 de março, o vice-prefeito de Bakhmut disse à imprensa que a luta nas ruas da cidade era intensa, mas que as forças russas não conseguiram avançar muito. Desde fevereiro, Yevgeny Prigozhin, o líder do Grupo Wagner, comentou sobre disputas políticas internas dentro das forças armadas russas e reclamou da falta de munição disponível e disse que suas unidades mercenárias (que haviam sofrido pesadas baixas) estavam, deliberadamente, sendo privadas de mantimentos pelo comando russo.
Em 7 de março, a Ucrânia retirou-se parcialmente do interior de Bakhmut até o rio Bakhmutka. Em seguida, a liderança do Grupo Wagner afirmou ter tomado a parte oriental da cidade.
Em 11 de março, o Ministério da Defesa britânico afirmou: "No centro da cidade, o rio Bakhmutka agora marca a linha de frente", com as unidades do Wagner assumindo a liderança nos combates, mas contanto cada vez mais com apoio de unidades de elite do exército russo (como tropas paraquedistas). Ambos os lados afirmam ter matado ou ferido "centenas" de soldados do outro lado. O rio se tornou uma "zona da morte" para as unidades do Wagner enquanto, ao mesmo tempo, as forças ucranianas corriam o risco de serem isoladas. Ao final de março, a luta em Bakhmut permaneceu intensa e com os russos fazendo progressos, porém de forma muito mais limitada do que em qualquer outro momento da ofensiva iniciada no final do ano anterior. Os ucranianos haviam reforçado suas posições exteriores e os russos também mandaram mais tropas para a região. O general ucraniano Valerii Zaluzhnyi afirmou que a luta pela cidade havia se "estabilizado".
Em 26 de março, após pelo menos duas semanas de impasse, os russos retomaram a iniciativa. Foi reportado que tropas do Grupo Wagner haviam reivindicado a captura total da estrategicamente significativa fábrica Azom em Bakhmut. Em 3 de abril, após tomar o prédio da prefeitura, o líder do Grupo Wagner, Yevgeny Prigozhin, disse que acidade estava "legalmente" sob controle russo. Em 6 de abril, após pesados combates, o exército russo tomou conta do centro da cidade.
Em 14 de abril, o Ministério da Defesa britânico, em nota, disse: "A Rússia revigorou seu ataque à cidade de Bakhmut, no oblast de Donetsk, enquanto as tropas russas e do Grupo Wagner melhoraram sua cooperação... As forças ucranianas enfrentam problemas significativos de reabastecimento, mas fizeram retiradas ordenadas das posições às quais foram forçadas ceder". Prigozhin afirmou que os russos controlavam até 80% da região em 18 de abril; autoridades ucranianas afirmaram que a Ucrânia "controlava consideravelmente mais de 20% da cidade". Em 18 de abril, o general ucraniano Oleksandr Syrskyi relatou que a Rússia estava "aumentando a atividade da artilharia pesada e o número de ataques aéreos, transformando a cidade em ruínas".
Em 26 de abril, a força aérea ucraniana lançou (por meio de caças MiG-29) quatro bombas guiadas GBU-62/B JDAM de 500 libras (227 kg) em um prédio alto na parte controlada pela Rússia de Bakhmut. Ambos os lados destruíam prédios altos em Bakhmut para evitar que fossem usados "como depósitos de munição, posições de combate e postos de observação".
Em 1.º de maio, o porta-voz ucraniano Serhiy Cherevaty deu uma estimativa da então força militar russa que atacava a cidade. Ele afirmou que "na direção de Bakhmut, 25.600 combatentes, 65 tanques, 450 veículos blindados de combate, 154 canhões e 56 sistemas de salva de foguetes estão lutando contra nós". Nesse mesmo dia, o coronel-general Oleksandr Syrskyi disse que as forças ucranianas haviam recapturado algumas partes da cidade após um contra-ataque.

### A Rússia reivindica o controle de Bakhmut e combate nos flancos (maio de 2023)
Em 1.º de maio, Yevgeny Prigozhin afirmou no seu canal no Telegram que havia um grave problema de falta de munição para suas tropas Wagner, alegando que suas forças precisam de trezentas toneladas por dia. Em um post separado, ele disse que os mercenários do Wagner avançavam cerca de 120 metros em troca da perda de cerca de oitenta e seis combatentes. Quatro dias depois, a liderança do Grupo Wagner afirmou que começaria a retirar seus mercenários da luta em Bakhmut, citando a falta de munição e apoio do Kremlin. O líder checheno Ramzan Kadyrov afirmou que ofereceria seus próprios guerreiros para substituir os homens de Prigozhin nas linhas de frente. Em 7 de maio, contudo, Prigozhin afirmou que Valery Gerasimov, o comandante das forças armadas, retomaria a distribuição de munição de artilharia para as forças Wagner, o que permitiria a eles permanecer em Bakhmut e ainda disse que Sergey Surovikin estaria agindo como um intermediário entre o Grupo Wagner e o Ministério da Defesa da Rússia. O instituto ISW avaliou que Gerasimov provavelmente concordou em manter Kadyrov fora do alto comando russo e a situação mostrou que o Ministério da Defesa russo estava tendo dificuldade em comandar as forças Wagner no campo.
Em 9 de maio, Prigozhin afirmou que, embora suas forças estivessem proibidas de recuar e que o exército russo "tinha fugido" dos flancos. De acordo com ele, seus homens tinham "recebido uma ordem de combate, onde dizia que a retirada das posições seria cosiderada alta traição". Prigozhin afirmou também: "Isso, antes de tudo, foi direcionado a nós [o Grupo Wagner]. Se não houver munição, nos retiraremos de nossas posições... Em vez de lutar, nós estamos tendo intrigas constantes [com o exército russo]. Temos um Ministério da Intriga em vez do Ministério da Defesa, então nosso exército está fugindo. Está funcionando porque a 72.ª brigada hoje [9 de maio] perdeu três quilômetros quadrados de território, onde perdi cerca de 500 pessoas porque era um ponto de apoio estratégico. Eles [os soldados regulares russos] apenas fugiram". Ele também afirmou que o Ministério da Defesa só deu a suas tropas 10% da munição que eles prometeram fornecer.
Os próprios ucranianos posteriormente confirmaram essa alegação, com militares a 3.ª Brigada Aerotransportada Separada afirmando no Telegram que "o relatório de Prigozhin sobre a fuga da 72.ª Brigada Separada de Fuzileiros Motorizados das Forças Armadas Russas das proximidades de Bakhmut e dos '500 cadáveres' russos que lá permaneceram é verdadeiro. A 3.ª Brigada de Assalto agradece a divulgação de nosso sucesso no fronte". Além disso, militares ucranianos também relataram que dentro de dois dias, nas proximidades do sudoeste da cidade, aeronaves de ataque do 3.º Batalhão de Assalto Separado, que pertence ao Regimento Azov, tinha matado 64 russos; os dados sobre as mortes de outros 87 estavam sendo esclarecidos. O regimento notou que há "Wagneritas" entre esses combatentes mortos. Além disso, os defensores capturaram cinco russos e destruíram vários armazéns do armazenamento de munição russo, morteiros e "mais de um veículo de combate de infantaria". A Ucrânia afirmou também que as 6.ª e 8.ª companhias da brigada russa foram totalmente destruídas e que o 3.º Destacamento de Assalto do Grupo Wagner sofreu pesadas baixas.
Mais tarde, as autoridades ucranianas publicaram mais detalhes do confronto e de novos contra-ataques. O general Oleksandr Syrskyi afirmou que os russos foram forçados a recuar mais de 2 km no ataque, com o porta-voz Serhiy Cherevaty afirmando ainda que onze veículos de combate de infantaria, dois veículos blindados de transporte, um trator de artilharia leve, cinco depósitos de munição de campo e um drone Zala foram destruídos. Ele também disse que a alegação de Prigozhin de falta de munição era falsa, com os russos "esmurrando" as posições ucranianas.
Em 12 de maio, o ISW foi capaz de confirmar que as forças ucranianas haviam recapturado o reservatório de Berkhivske, bem como limitados contra-ataques bem-sucedidos em outras partes da cidade.
Em 14 de maio, o porta-voz do ministério da defesa russo, o general Igor Konashenkov, anunciou que o coronel Vyacheslav Makarov, o comandante da 4.ª Brigada de Infantaria Motorizada do Exército Russo, havia sido severamente ferido em Bakhmut e morreu devido aos ferimentos enquanto era evacuado do campo de batalha. O vice-comandante do corpo do exército para trabalho político-militar, o coronel Yevgeny Brovko, também foi morto.
Em 16 de maio, o Ministério da Defesa ucraniano afirmou que suas forças haviam libertado 20 quilômetros quadrados no norte e no sul dos subúrbios de Bakhmut, ao mesmo tempo em que admitia que os russos haviam feito alguns avanços na própria cidade, usando paraquedistas e artilharia.
Em 19 de maio, fontes ucranianas e do Grupo Wagner confirmaram uma retirada russa nos flancos da cidade de Bakhmut. O avanço médio reivindicado foi de 1,6 km na maioria das áreas ou "150 a 1.700 metros". Um comandante ucraniano, Petro Podaru, disse que o fogo de artilharia da Rússia mudou para tentar impedir as forças ucranianas de "entregar mais infantaria, munição e outras coisas" através da estrada de acesso ao oeste de Bakhmut. Prigozhin, o líder do Wagner, afirmou: "Infelizmente, as unidades do Ministério da Defesa da Rússia recuaram até 570 metros ao norte de Bakhmut, expondo nossos flancos". No mesmo dia, os ucranianos alegaram que os russos haviam recentemente enviado vários milhares de soldados para a frente de Bakhmut e então renovaram suas ofensivas contra os últimos bolsões de resistência ucranianas na cidade, submetendo-as a pesados bombardeios de artilharia.
Em 20 de maio, Yevgeny Prigozhin afirmou ter completado a conquista de Bakhmut (enquanto ruídos da batalha ecoavam ao fundo), o que foi corroborado posteriormente de por uma comunicação oficial do governo e assessoria de imprensa do Kremlin. A Ucrânia negou a informação e afirmando que mantinha controle sobre partes da cidade e persistia no enfrentamento da campanha russa.

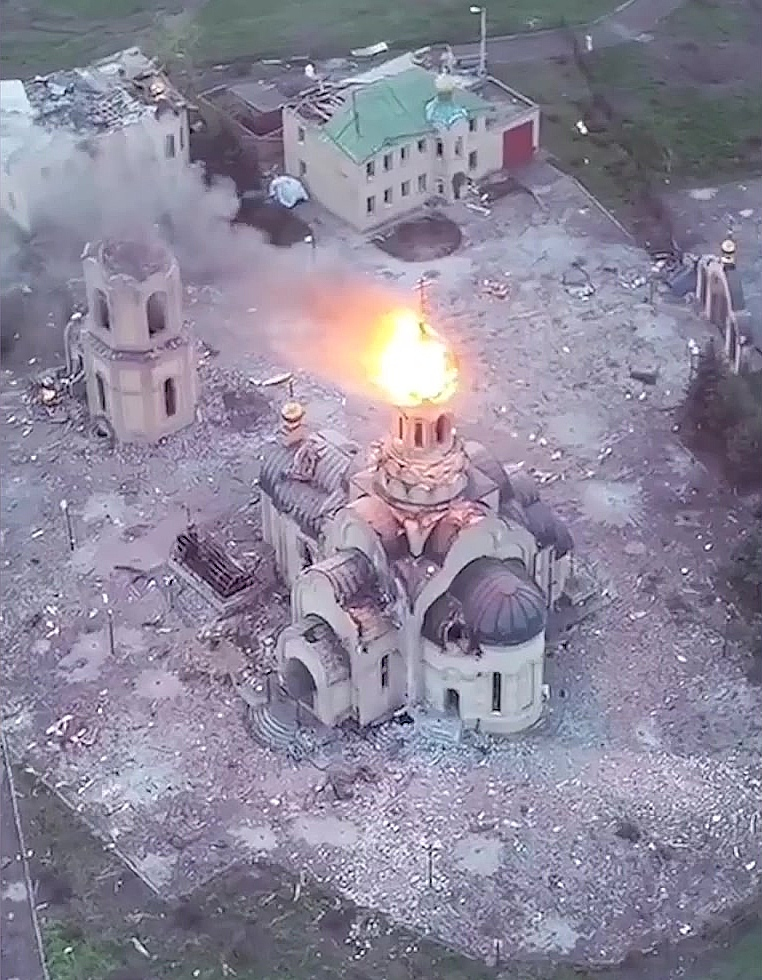
As ruínas de uma igreja em Bakhmut, em maio de 2023, após um bombardeio russo

Em 21 de maio, o Ministério da Defesa ucraniano afirmou que suas forças mantinham um setor da cidade, enquanto cercavam parcialmente seus arredores, embora as autoridades de Kiev tivessem descrito sua resistência ao longo da rodovia T0504 como "insignificante". Com base nisso, o ISW concluiu que as forças ucranianas haviam se retirado da cidade, exceto algumas áreas próximas à rodovia que se conecta com Bakhmut. Nesse momento, Prigozhin insistiu novamente que Bakhmut inteira havia sido capturada "até o último centímetro" e acrescentou que o Grupo Wagner não fez nenhum avanço em 21 de maio, pois eles se preparavam para se retirar da cidade no final da semana. Imagens geolocalizadas publicadas em 21 de maio mostraram que os mercenários Wagner avançaram em direção ao reduto ucraniano na entrada da rodovia T0504. Apesar disso, as autoridades ucranianas reiteraram que os combates na cidade continuavam e que a Ucrânia mantinha posições em uma área fortificada na parte oeste. Além disso, combates ocorreram desde 22 de maio em localidades vizinhas a Bakhmut. Em 23 de maio, o Estado-Maior ucraniano não declarou combate em Bakhmut pela primeira vez desde dezembro de 2022. As autoridades ucranianas insistiram que o exército do país mantinha uma posição perto do antigo monumento MiG-17 no oeste de Bakhmut, apesar das imagens mostrando as forças Wagner perto do monumento. Os combates nas localidades ao redor de Bakhmut continuaram.
Em 25 de maio, em um vídeo no Telegram, Prigozhin prometeu retirar todas as forças Wagner de Bakhmut até 1.º de junho para transferir o controle total para as unidades russas. O ISW avaliou em seu relatório de 25 de maio que as unidades suplantando os mercenários Wagner dentro da cidade eram da milícia de Donetsk. O ISW também observou que a Ucrânia ainda controla uma faixa de território dentro dos limites da cidade perto do monumento MiG-17.
Em seu relatório de 26 de maio, o ISW reiterou as afirmações de Hanna Maliar de que as forças ucranianas ainda mantinham posições na periferia sudoeste da cidade, enquanto a Ucrânia relatou um ataque russo fracassado em Predtechyne, 15 quilômetros a sudoeste de Bakhmut. Além disso, o ISW citou millblogers russos relatando que as forças ucranianas obtiveram sucesso em contraofensivas contra as forças russas perto de Orikhovo-Vasylivka e Klischiivka, noroeste e sudoeste de Bakhmut.
Em seu relatório de 27 de maio, o ISW notou uma diminuição drástica nas atividades ofensivas russas em Bakhmut e arredores. Hanna Maliar atribuiu isso às forças russas realizando operações de socorro no local para cobrir as retiradas dos mercenários Wagner. Eles notaram ataques russos fracassados contra os subúrbios de Khromove e Predtechyne e que não houve mudança no status da faixa controlada pela Ucrânia no sudoeste dos limites da cidade. O Ministério da Defesa britânico e o ISW avaliaram que a unidade que suplanta Wagner é a 132.ª Brigada de Fuzileiros Motorizados de Guarda Separada do 1.º Corpo de Exército Separatista refletindo as tentativas da Rússia de fazer com que a cidade fosse incorporada a República Popular de Donetsk (RPD). O ISW também especulou que a Rússia redirecionaria suas forças de Bakhmut para a Frente Avdiivka-Donetsk. O ISW observou ainda que a 31.ª Brigada Aerotransportada de Guardas foi enviada a Bakhmut para cobrir os flancos russos e segurar contra futuro contra-ataques.
Em seu relatório de 28 de maio, o ISW reiterou uma declaração de Prigozhin, que confirmou que as forças russas estavam realizando operações de socorro no local e que a retirada total das forças Wagner não ocorreria até 5 de junho. O ISW também observou que a intensidade dos ataques russos permaneceram notavelmente baixos, com apenas duas investidas contra os subúrbios de Orikhovo-Vasylivka e Ivanivske, ambos sem sucesso. O status da faixa controlada pela Ucrânia dentro dos limites da cidade permaneceu inalterado. O coronel ucraniano Serhiy Cherevaty relatou um caso de combate perto de Bakhmut e publicou imagens geolocalizadas indicando que as tropas russas obtiveram ganhos marginais a oeste de Klishchiivka, sete quilômetros a sudoeste de Bakhmut.
O baixo ritmo dos ataques russos em Bakhmut foi reiterado no relatório do ISW de 29 de maio, com eles relatando apenas um ataque malsucedido contra Orikhovo-Vasylivka. Eles notaram que a 106.ª Divisão Aerotransportada de Guardas da Rússia havia sido enviada para reforçar seu flanco norte. Eles também relataram que a Ucrânia não realizou nenhum ataque em 28 ou 29 de maio para priorizar "outras tarefas não especificadas". Em seu relatório de 30 de maio, o ISW relatou que o ritmo das operações ofensivas russas e ucranianas na direção de Bakhmut permaneceu baixo.
Em seu relatório de 31 de maio, o ISW relatou que as forças russas lançaram ataques malsucedidos contra Orikhovo-Vasylivka, Bila Hora, Khromove, Ivanivske e Klishchiivka. Eles também observaram que a 1.ª Brigada de Sabotagem e Reconhecimento "Lobos" da RPD estava operando em Zaliznyanske. O ISW avaliou ainda que a Rússia estava substituindo os militares irregulares da RPD para fora do fronte Avdiivka-Donetsk para serem trocados por forças regulares russas em Bakhmut que, por sua vez, seriam enviadas para fortificar as tropas ao longo da linha Avdiivka-Donetsk.

### Luta nos flancos e contraofensivas (junho–novembro de 2023)
Em seu relatório de 1.º de junho, o ISW relatou que as forças russas lançaram novos ataques malsucedidos contra Orikhovo-Vasylivka e Bila Hora. Além disso, eles afirmaram que a vice-ministra da Defesa, Hanna Malyar, relatou em 31 de maio que as forças ucranianas mantêm o controle sobre os arredores do sudoeste e a entrada da cidade de Bakhmut. Por fim, eles observaram que somente noventa mercenários Wagner permaneciam na cidade e começaram a partir apenas em 5 de junho.
Em seu relatório de 2 de junho, o ISW observou as alegações do coronel Serhiy Cherevaty de que as unidades russas não participaram do estilo de guerra de atrito que as forças Wagner tinham e que, em vez disso, os militares russos estavam engajando em uma estratégia defensiva. Prigozhin afirmou que as forças militares russas estavam tentando atacar suas forças usando minas antitanque. Ele alegou que nenhum de seus homens foi ferido nos ataques.

Em 3 de junho, o ISW e o Ministério da Defesa britânico relataram que as degradadas Tropas Aerotransportadas da Federação Russa, incluindo os soldados da 76.ª Divisão de Assalto Aéreo de Guardas, da 106.ª Divisão Aerotransportada de Guardas e duas outras brigadas não especificadas foram enviadas para a área de Bakhmut. Além disso, eles relataram que a Rússia lançou mais um ataque malsucedido contra Ivanivske e que havia combates em andamento nos flancos norte e sul da cidade.
Em 4 de junho, o ISW observou que Yevgeny Prigozhin havia afirmado que as forças ucranianas poderiam ter recuperado áreas ao longo da rodovia T0504, que o ISW avaliou que a Ucrânia controlava desde 21 de maio. O instituto também relatou que a Rússia fez novos ataques malsucedidos contra Ivanivske e Bila Hora. No dia seguinte, Prigozhin disse que as tropas ucranianas haviam retomado parte da vila de Berkhivka, ao norte de Bakhmut, durante um contra-ataque. Ele chamou a perda desta região de uma "desgraça". As forças ucranianas afirmaram ter avançado mais ao redor dos flancos de Bakhmut, 200 a 1.600 metros em direção a Orikhovo-Vasylivka e Paraskoviivka no norte, e 100 a 700 metros perto de Vanivske e em torno de Klischiivka no sudoeste. Um oficial militar ucraniano também disse que o exército de seu país avançou cerca de 300 metros a até um quilômetro ao redor dos flancos norte e sul de Bakhmut. O ISW também disse que os ucranianos avançaram de 300 metros a um quilômetro na direção de Zaliznyanske e reiterou as reivindicações de que partes ou a totalidade de Berkhivka haviam sido libertadas.
Em seu relatório de 6 de junho, o ISW observou que as forças ucranianas empurraram as unidades russas para além da periferia leste de Klishchiivka e havia combates em andamento em Ozaryanivka, Ivanivske, Mayorsk e Berkhivka. Em 7 de junho, o ISW avaliou que as forças ucranianas avançaram entre 200 e mil metros nos flancos de Bakhmut e que os militares russos lançaram ataques malsucedidos contra Klishchiivka, Orikhovo-Vasylivka, Ivanivske e Pivnichn.
Em 8 de junho, Serhiy Cherevatyi, porta-voz das forças ucranianas no leste, afirmou que os militares ucranianos avançaram cerca de 1 600 metros nos flancos sul e norte do setor de Bakhmut. Durante o ataque do dia, ele alegou que 120 russos foram mortos, 184 ficaram feridos e um foi capturado nos combates. Além disso, cinco tanques e vários outros equipamentos foram destruídos naquele dia também. Em seu relatório de 8 de junho, o ISW observou que as forças ucranianas avançaram 1,8 km de largura e 1,2 km de profundidade ao longo da margem oeste do rio Donets e forçaram a 57.ª Brigada de Infantaria Motorizada (parte do 5.º Exército de Armas Combinadas) e o batalhão penal "Storm-Z" retirou-se de suas posições. Eles também notaram novos ataques russos malsucedidos a Orikhovo-Vasylivka, Ivanivske e Pivnichne.
Em 9 de junho, os ucranianos relataram que haviam feito novos avanços contra os russos perto de Bakhmut. Eles alegaram ter avançado até 1.200 metros no dia anterior e ter matado 120 ocupantes russos, ferido 163, enquanto onze foram capturados. Três sistemas de artilharia russos também foram destruídos no combate. Em 10 de junho, oficiais ucranianos alegaram ter avançado cerca de "1.400 metros em várias seções do fronte". Durante o assalto do dia, eles também afirmaram ter matado 138 soldados russos, ferido outros 236 e feito um prisioneiro, além de perdas de equipamento pesado. Entre 11 e 14 de junho, progressos pequenos porém efetivos por parte dos ucranianos foram reportados. Pela primeira vez em quase quatro meses, foi reportado pesados combates dentro dos limites da cidade de Bakhmut, desta vez com a Ucrânia na ofensiva e a Rússia na defensiva. A mídia russa informou que as forças ucranianas começaram a atacar os eixos sudoeste, noroeste e oeste da cidade, além de obter ganhos contínuos nos flancos da cidade, especialmente ao longo do reservatório de Berkhivka.
Em 24 de junho, a vice-ministra da defesa ucraniana, Hanna Maliar, anunciou que os soldados ucranianos haviam feito progressos em "todas as direções" em torno de Bakhmut como parte de um surto na contraofensiva ucraniana de 2023 durante a rebelião do Grupo Wagner.
Em 4 de julho, as forças ucranianas fizeram avanços significativos em direção de Klishchiivka, com os avanços ucranianos ameaçando fechar o acesso rodoviário ao sul para suprimentos para a cidade ocupada, movendo logo em seguida artilharia pesada para a vila para bombardear Bakhmut do sul e para apoiar outras manobras de flanco.
Durante todo o mês de julho, os ucranianos prosseguiam atacando os flancos de Bakhmut. Em 25 de julho, por exemplo, tropas ucranianas tomaram as colinas estrategicamente importantes com vista para a aldeia de Klishchiivka, o que permitiu a eles lançar ataques de artilharia ininterruptos contra a própria Bakhmut, bem como a liberação da metade ocidental do assentamento. Fontes ucranianas afirmam que isso efetivamente "prendeu" as forças russas na cidade, já que qualquer tentativa de sair ou ser reforçada será sujeita a ataques de artilharia de Klishchiivka.
Em 8 de setembro, uma fonte russa afirmou que os avanços ucranianos em Klishchiivka haviam "se intensificado" e que a situação no assentamento era "desconhecida". A 3ª Brigada de Assalto Ucraniana foi encarregada de libertar a aldeia, com o seu vice-comandante, Maksym Zhorinm, destacando que as bombas de fragmentação ucranianas impediram que quaisquer reforços russos significativos chegassem à aldeia. Em 9 de Setembro, a 3ª Brigada de Assalto também lançou um esforço concertado para libertar a aldeia vizinha de Andriivka. Maliar anunciou preventivamente a libertação de Andriivka em 14 de setembro, o que foi refutado pelo comando 3ª Brigada de Assalto, que anunciou que a aldeia foi realmente libertada apenas no dia seguinte. Nesse mesmo dia, o Regimento Kastuś Kalinoŭski e voluntários chechenos em Klishchiivka relataram que todas as unidades russas foram removidas dos limites da aldeia, publicando um vídeo mostrando membros da unidade caminhando livremente por toda a aldeia e sem oposição. Além disso, elementos da 3ª Brigada de Assalto relataram ter matado quatro oficiais superiores da 72ª Brigada Separada de Fuzileiros Motorizados Russa, encarregada da defesa de Klishchiivka e Andriivka desde que os combates na região reiniciaram.

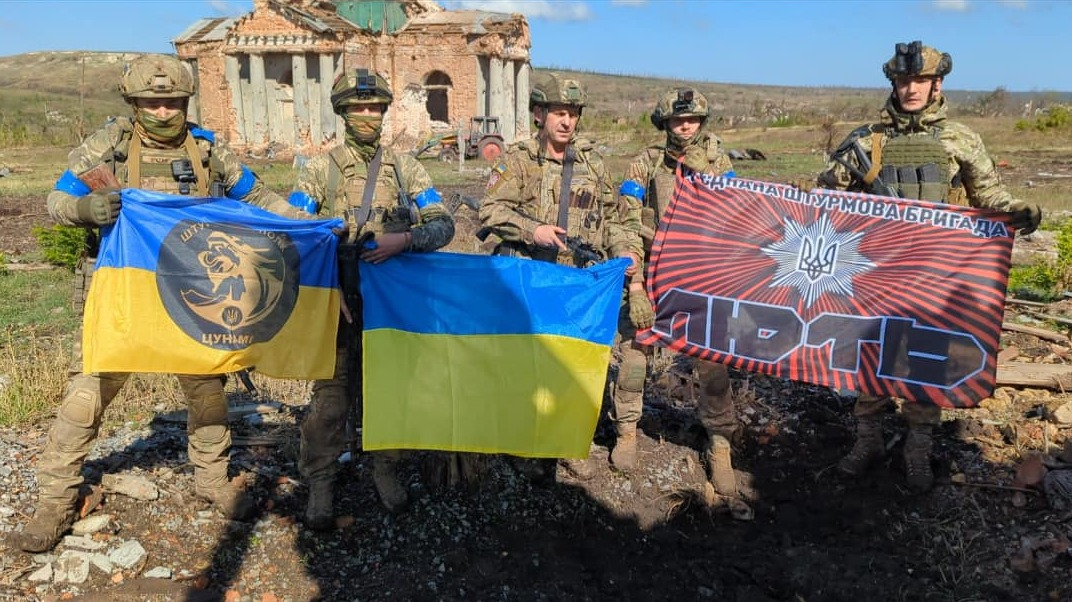
Soldados ucranianos na cidade libertada de Klishchiivka, em setembro de 2023.

Em 17 de setembro, o ministro do interior ucraniano Ihor Klymenko e o general Oleksandr Syrskyi anunciaram que a cidade de Klishchiivka havia sido completamente libertada do controle das forças russas, com o Presidente Zelensky parabenizando a 80ª Brigada de Assalto Aéreo, 5ª Brigada de Assalto, 95ª Brigada de Assalto Aéreo e a Brigada Liut da Guarda Ofensiva pelo seu papel na libertação dessas aldeias na manhã de 18 de Setembro.
Em 29 de novembro de 2023, depois da contra-ofensiva ucraniana ter estagnado, as forças russas recuperaram a iniciativa e capturaram Khromove, a oeste de Bakhmut. Eles também recapturaram porções consideráveis de terra ao sul do reservatório de Berkhivka, perdidas em maio. Bakhmut foi a maior cidade a trocar de mãos em 2023 e a batalha contribuiu enormemente para o ganho líquido de território da Rússia naquele ano.

## Forças e baixas

### Forças militares
Existem poucos relatos sobre as unidades militares e as forças empregadas tanto pela Rússia quanto pela Ucrânia durante a batalha. No entanto, há relatos de que o Grupo Wagner foi empregado pela Rússia durante os combates em torno de Bakhmut e especialmente durante os combates em maio, o que levou à alegada captura do centro da cidade. Prigozhin relatou que o Grupo Wagner empregou 35 mil mercenários regulares. Esse número foi complementado por 50 mil mercenários recrutados em prisões russas. Em 10 de janeiro de 2023, foi relatado que os defensores ucranianos eram cerca de 30 mil. Em 17 de abril, Prigozhin relatou que 80 mil tropas ucranianas estavam defendendo Bakhmut.
Em 2 de junho, Prigozhin relatou que as forças do Grupo Wagner haviam sido quase totalmente retiradas da batalha. No final de junho, o exército ucraniano avaliou a força inimiga em 50 mil soldados e relatou que nenhum pessoal do Grupo Wagner permanecia na cidade.

### Baixas militares
No começo de dezembro de 2022, estimava-se que centenas de militares de ambos os lados eram mortos e feridos diariamente. O intenso bombardeio e os ataques frontais russos, com ganhos mínimos, foram comparados às condições da Primeira Guerra Mundial. Rússia e Ucrânia têm travado uma batalha de exaustão. No entanto, as perdas russas têm sido desproporcionais em comparação. Em 6 de março, uma avaliação da OTAN indicou que cinco vezes mais russos estavam sendo mortos, enquanto o governo ucraniano afirmava que os russos haviam "potencialmente" perdido sete vezes mais soldados do que a Ucrânia. No início de junho, o exército ucraniano aumentou essa afirmação para 7,5 vezes. O general Mark Milley, Presidente do Estado-Maior Conjunto dos Estados Unidos, ao comparecer perante o Comitê de Serviços Armados da Câmara dos Representantes em 29 de março, descreveu as graves baixas infligidas às forças russas lá como um "massacre".

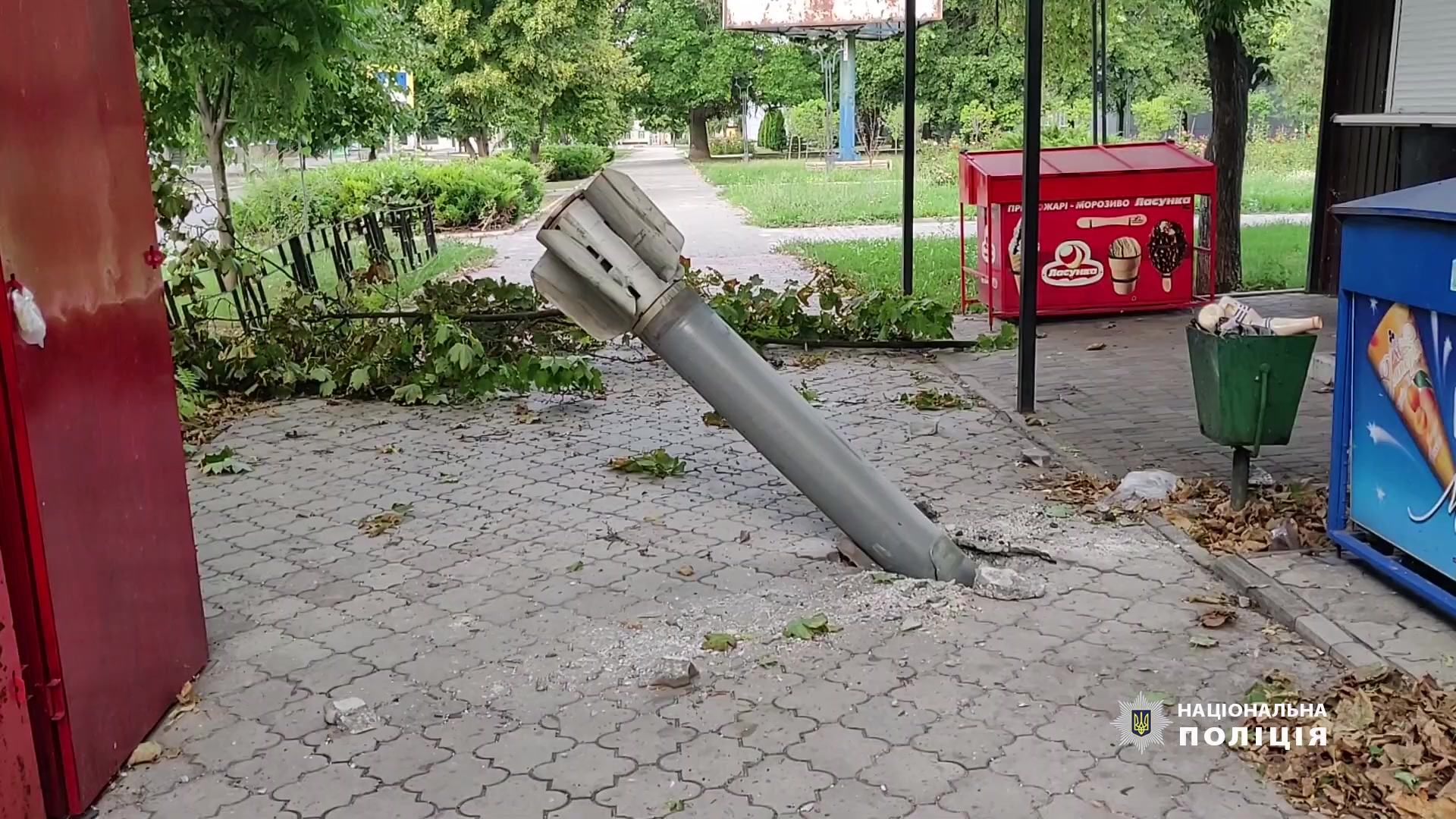
Um míssil russo não detonado em Bakhmut, agosto de 2022

Em 1.º de maio, o porta-voz de segurança nacional da Casa Branca, John Kirby, afirmou que os russos haviam sofrido 100 mil baixas, incluindo mais de 20 mil mortes, lutando principalmente por Bakhmut apenas nos últimos cinco meses. Ele também disse que metade dessas perdas eram do Grupo Wagner. Falando na cúpula do G7 em 21 de maio, o presidente dos Estados Unidos, Joe Biden, disse que "os russos sofreram mais de 100 mil baixas em Bakhmut". Em 2 de junho, o Secretário de Estado dos Estados Unidos, Antony Blinken, relatou que a Rússia havia sofrido mais de 100 mil baixas na Ucrânia nos seis meses anteriores (ou seja, desde o início de dezembro). Ao mesmo tempo, o Ministério da Defesa do Reino Unido relatou 60 mil baixas russas perto de Bakhmut desde maio de 2022, enquanto o exército ucraniano alegava 100 mil soldados mortos ou feridos nos 10 meses desde agosto de 2022.
Em 24 de maio, Yevgeny Prigozhin afirmou que mais de 20 mil combatentes do Grupo Wagner haviam sido mortos na batalha de Bakhmut, sendo metade desse número ex-prisioneiros. No entanto, o ex-oficial russo e blogger Igor Girkin opinou que o Grupo Wagner provavelmente sofreu mais de 40 mil mortes em combate. Isso se baseia, em parte, em uma suposta discrepância entre o número de prisioneiros recrutados e o número de mortos ou repatriados ao final de seu serviço. A Ucrânia afirma que o Grupo Wagner sofreu mais de 81 mil baixas durante a batalha, com 21 mil mortos.
Em 13 de maio, o analista militar Sean Bell afirmou que bem mais de 20 mil ucranianos haviam sido mortos ou feridos na batalha até aquela data.

### Mortes civis
No início de dezembro, apenas 7 mil dos 80 mil habitantes anteriores à batalha permaneciam em Bakhmut. Em 31 de maio, o prefeito da cidade, Oleksiy Reva, relatou que 204 moradores haviam sido mortos e 505 feridos desde o início da invasão, e apenas 500 moradores ainda permaneciam na cidade.

## Análise

### Campo de batalha
A Batalha de Bakhmut foi descrita como uma das batalhas mais sangrentas do século XXI, com o campo de batalha sendo descrito como um "vórtice" para os militares ucranianos e russos. Com baixas extremamente altas, muito pouco terreno conquistado e paisagens repletas de crateras causadas por artilharia, a mídia ocidental e o governo dos Estados Unidos compararam os combates em Bakhmut como nada visto desde a Primeira Guerra Mundial. O coronel aposentado do Corpo de Fuzileiros Navais dos EUA, Andrew Milburn, líder de um grupo voluntário estrangeiro na Ucrânia chamado Mozart Group, comparou as condições no interior de Bakhmut com Terceira Batalha de Ypres e a própria cidade com o Bombardeamento de Dresden na Segunda Guerra Mundial.

### Forças e táticas
As forças de assalto russas consistiram principalmente por mercenários do Grupo Wagner e recrutas recém-mobilizados, conhecidos como mobiks. Em meados de novembro, houve relatos de que a Rússia poderia ter realocado algumas forças da frente de Kherson para áreas próximas a Bakhmut em apoio aos combatentes do Grupo Wagner, bem como reforços de forças recém-recrutadas, após a retirada russa de Kherson. Alegadamente, as forças do Wagner consistiam em uma maioria de ex-presidiários recrutados e mal treinados e uma minoria de contratados bem treinados servindo como comandantes de grupo que operavam com eficiência e criptografam comunicações de rádio. Alguns analistas compararam as táticas russas aos ataques de ondas humanas no estilo soviético, atacando  asrepetidamente posições ucranianas com ondas de infantaria. Alguns soldados ucranianos alegaram que Wagner usam seus ex-presidiários recrutados da primeira onda como "isca humana" para revelar as posições ucranianas, com aqueles que se recusaram a avançar sendo ameaçados de "execução" por pelotões de fuzilamento ou tropas de barreira e aqueles que eram feridos nos ataques geralmente não eram resgatados.

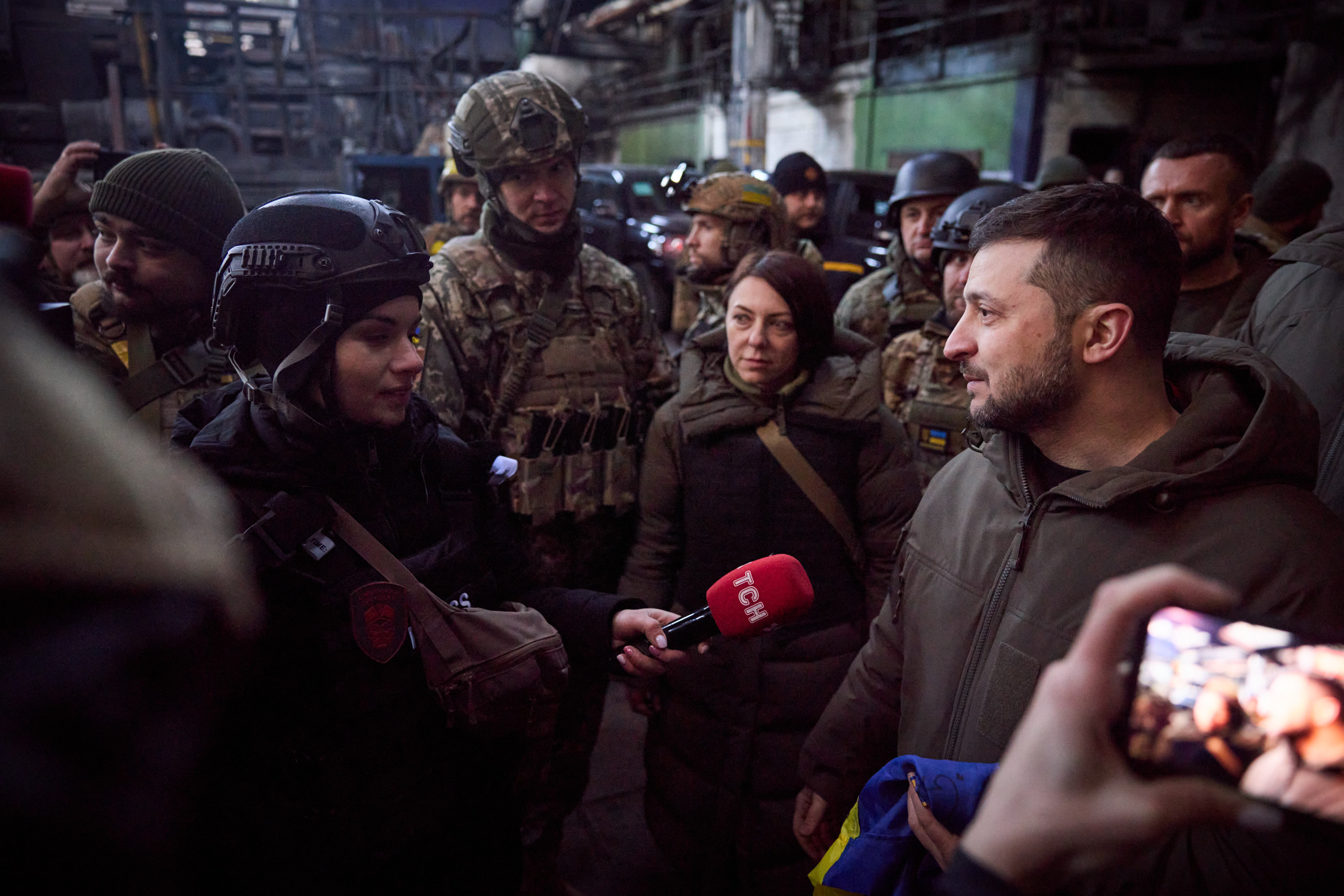
Zelensky visita Bakhmut e entrega honrarias militares, dezembro de 2022

Os defensores ucranianos consistem em uma "mistura de unidades", inicialmente formadas pela 93.ª Brigada Mecanizada e a 58.ª Brigada Motorizada, que posteriormente foram reforçadas por muitas outras unidades, incluindo forças especiais e unidades de defesa territorial, a fim de preencher as lacunas causadas por pesadas baixas. As unidades também são constantemente rotacionadas para repor as baixas e evitar a fadiga de combate. Em 10 de janeiro de 2023, o think tank polonês Rochan Consulting estimou que a Ucrânia pode ter dez brigadas lutando em Bakhmut, totalizando cerca de 30 mil militares. Os comandantes ucranianos têm utilizado recursos significativos em Bakhmut, com sua estratégia sendo manter a Rússia ocupada em Bakhmut para evitar novas ofensivas. Por outro lado, o analista militar americano Michael Kofman argumentou que o uso das unidades bem treinadas da Guarda Nacional e infantaria da Ucrânia contra as forças mal treinadas do Wagner estava prendendo as unidades bem treinadas da Ucrânia e impedindo o país de conduzir ofensivas, não apenas no presente, mas também no futuro.
Em sua coletiva de imprensa em 1.º de maio, o porta-voz do Conselho de Segurança Nacional dos Estados Unidos, John Kirby, afirmou que a Rússia sofreu mais de 100 mil baixas desde dezembro devido aos combates em Bakhmut, incluindo cerca de 20 mil soldados mortos em combate e 80 mil feridos. Ele acrescentou que, de todas as áreas atacadas na ofensiva russa mais ampla, Bakhmut foi a única área em que as forças russas conseguiram avançar, embora esses avanços tenham sido apenas "ganhos incrementais". "A maioria desses esforços estagnou e falhou... A Rússia não conseguiu conquistar nenhum território realmente estrategicamente significativo... Ele [Yevgeny Prigozhin] andou batendo nas portas das celas nas prisões por toda a Rússia para jogar carne humana nessa luta", disse Kirby. A Casa Branca também comparou o número de baixas russas com duas batalhas-chave da Segunda Guerra Mundial. Esse número é maior do que as 19 mil tropas americanas mortas e 80 mil feridas na Batalha das Ardenas, e é cerca de três vezes o número de 7,1 mil soldados americanos perdidos na Batalha de Guadalcanal.
De acordo com analistas ocidentais, o recente aumento nas baixas sofridas pelas forças russas durante a batalha levou ao receio de que a próxima contraofensiva ucraniana, planejada para mais tarde na primavera, possa se transformar em um "massacre". Os Estados Unidos afirmam que essa luta intensa mostra que o carnificina sangrenta pode piorar ainda mais após o início da contraofensiva de Kiev para retomar os territórios ocupados.
As elevadas baixas foram apresentadas por Yevgeny Prigozhin como um dos principais pontos de crítica ao Ministério da Defesa da Rússia, o que eventualmente culminou no lançamento de uma rebelião armada por ele em junho de 2023.

### Valor estratégico
O real valor estratégico de Bakhmut tem sido considerado duvidoso por muitos analistas. Após a contraofensiva de Kharkiv e a libertação de Kherson, Bakhmut permaneceu uma das poucas áreas onde a Rússia estava na ofensiva no final de 2022. Muitos analistas acreditam que o principal motivo é que o Grupo Wagner provavelmente recebeu a tarefa de capturar Bakhmut pelo Kremlin, e isso poderia trazer recompensas monetárias e políticas significativas para seu líder Yevgeny Prigozhin.
Zelensky atribuiu tanto valor tático quanto simbólico a Bakhmut, chamando-a de "fortaleza de nossa moral" e recusou-se a ordenar uma retirada tática da cidade em março de 2023, afirmando que sua captura daria à Rússia uma "estrada aberta" para cidades importantes no leste da Ucrânia. Outras fontes descreveram como a importância da cidade "não pode ser subestimada", detalhando como a cidade está localizada em uma bifurcação apontando para as maiores cidades do Donbas, como Kostiantynivka, Kramatorsk e Sloviansk.
Em 1.º de julho de 2023, uma transmissão do Primeiro Canal comparou as batalhas de Mariupol e Bakhmut, alegando que esta última não tinha sido "a cidade mais importante do ponto de vista do front" e que os mercenários do Wagner a destruíram por mais de sete meses e meio, enquanto Mariupol (descrito como "um dos centros mais importantes da metalurgia ucraniana") foi capturada pelo Exército Russo após 71 dias. Essa reportagem foi televisionada uma semana após a rebelião do Grupo Wagner.

### De tradução
- Este artigo foi inicialmente traduzido, total ou parcialmente, do artigo da Wikipédia em inglês cujo título é «Battle of Bakhmut».Referências

1. 1 2  Reuters (22 de maio de 2023). «Ukraine aims to encircle Bakhmut as Russia says it captures city». Reuters (em inglês). Consultado em 29 de maio de 2023
2. ↑  Marée, Koen (7 de janeiro de 2023). «Wagner-baas Prigozjin: Bachmoet veroveren vanwege 'ondergrondse steden'» [Wagner boss Prigozhin: conquering Bakhmut because of 'underground cities']. NRC (em neerlandês). Consultado em 8 de janeiro de 2023. Cópia arquivada em 8 de janeiro de 2023
3. 1 2 3  «Russian Offensive Campaign Assessment, 30 June, 2023». The Institute for the Study of War. Consultado em 5 de julho de 2023
4. ↑  Greenall, Robert (6 de março de 2023). «Ukraine war: Bakhmut defenders double down – Zelensky». BBC News. Consultado em 16 de abril de 2023. Cópia arquivada em 3 de abril de 2023
5. 1 2  Higgins, Andrew; Bigg, Matthew Mpoke (6 de novembro de 2022). «Russia Looks to Private Militia to Secure a Victory in Eastern Ukraine». The New York Times (em inglês). ISSN 0362-4331. Consultado em 29 de novembro de 2022
6. ↑  Axe, David (25 de outubro de 2022). «A Fierce Ukrainian Mechanized Brigade Is Routing Russian Mercenaries In One Symbolic Eastern Town». Forbes. Consultado em 26 de outubro de 2022. Cópia arquivada em 26 de outubro de 2022
7. ↑  Ніде на фронті не пасуємо перед ворогом, на визначених ділянках готуємо майбутні успіхи – звернення Президента України [Nowhere on the front are we grazing in front of the enemy, in certain areas we are preparing future successes – address of the President of Ukraine]. President of Ukraine. 18 de novembro de 2022. Consultado em 16 de dezembro de 2022. Cópia arquivada em 25 de novembro de 2022
8. ↑  «RUSSIAN OFFENSIVE CAMPAIGN ASSESSMENT, JUNE 30, 2023». The Institute for the Study of War. Consultado em 5 de julho de 2023
9. ↑  «Russian forces may have scored rare success in battle near Bakhmut». Financial Times. 10 de janeiro de 2023. Consultado em 10 de janeiro de 2023. Cópia arquivada em 10 de janeiro de 2023
10. ↑  «Russia diverting troops to Bakhmut from other Donetsk battles -UK intel». The Jerusalem Post | JPost.com (em inglês). Consultado em 24 de abril de 2023. Cópia arquivada em 24 de abril de 2023
11. ↑  Взяття Бахмута обійшлось Росії у 60 тисяч убитими й пораненими – оцінка Заходу
12. ↑  Capture of Bakhmut cost Russia 60,000 killed and wounded – Western estimates
13. 1 2 3  «Russian Offensive Campaign Assessment, June 3, 2023». Institute for the Study of War. Consultado em 4 de junho de 2023
14. ↑  24tv.ua interview: The counteroffensive of the Ukrainian Armed Forces should be a surprise for the enemy – Mykhailo Podolyak
15. ↑  Cherevaty outlines number of losses Russia suffers trying to capture Bakhmut
16. 1 2  Zelensky: Best and newest weapons sent to Bakhmut
17. 1 2  Zelenskyy on defence of Bakhmut: All latest equipment was sent there
18. ↑  «Ukraine war: The battle of Bakhmut is not about seizing vital ground – it is about maximising enemy casualties». Sky News
19. ↑  Koshiw, Isobel; Sauer, Pjotr (9 de março de 2023). «Ukrainian forces still trying to hold Bakhmut despite heavy casualties». The Guardian
20. 1 2  RUSSIAN OFFENSIVE CAMPAIGN ASSESSMENT, MAY 22, ISW, consultado em 27 de maio de 2022, cópia arquivada em 23 de maio de 2022
21. ↑  Landry, Carole (28 de novembro de 2022). «Russia's Battle for Bakhmut». The New York Times (em inglês). ISSN 0362-4331. Consultado em 2 de dezembro de 2022
22. ↑  Gibbons-Neff, Thomas; Yermak, Natalia; Hicks, Tyler (27 de novembro de 2022). «In Ukraine, Bakhmut Becomes a Bloody Vortex for 2 Militaries». The New York Times (em inglês). ISSN 0362-4331. Consultado em 29 de novembro de 2022
23. ↑  Vasilyeva, Nataliya (17 de novembro de 2022). «Heavy fighting in eastern Ukraine raises fears Moscow is reinforcing new epicentre of war». The Telegraph (em inglês). ISSN 0307-1235. Consultado em 18 de novembro de 2022
24. ↑  reuters. «Russos apertam cerco a cidade ucraniana de Bakhmut, situação é "extremamente tensa"». Terra. Consultado em 3 de março de 2023
25. ↑  «Kyiv says Bakhmut situation 'critical' as Wagner claims control». www.aljazeera.com (em inglês). Consultado em 20 de maio de 2023
26. ↑  «Ukraine war: Kyiv rejects Wagner claim over Bakhmut». BBC News (em inglês). 20 de maio de 2023. Consultado em 20 de maio de 2023
27. ↑  «Ukraine: Bakhmut captured, Russian Defense Ministry says». DW. 20 de maio de 2023
28. ↑  «Zaporizhzhya Nuclear Plant Cut Off From Grid; Fighting Continues In Bakhmut». Radio Free Europe. 22 de maio de 2023
29. 1 2  Bailey, Riley; Wolkov, Nicole; Stepanenko, Kateryna; Barros, George; Kagan, Fredrick W.; Mappes, Grace. «Russian Offensive Campaign Assessment, June 4, 2023». Institute for the Study of War. Consultado em 5 de junho de 2023
30. ↑  Picheta, Rob (22 de maio de 2023). «Russia has claimed to control Bakhmut, but Ukraine says it's still fighting. Here's what we know». CNN. Consultado em 3 de junho de 2023
31. ↑  «Ukraine aims to encircle Bakhmut as Russia says it captures city». Reuters (em inglês). 21 de maio de 2023. Consultado em 22 de maio de 2023
32. ↑  Nechepurenko, Ivan (25 de maio de 2023). «Wagner's Withdrawal From Bakhmut Would Present Test to Russian Army». The New York Times. Consultado em 26 de maio de 2023
33. ↑  Dixon, Robyn; Ables, Kelsey; Bisset, Victoria; Stern, David. «Ukraine live briefing: Head of Russia's Wagner mercenaries lashes out at Moscow, threatens Bakhmut pullout». The Washington Post. Consultado em 5 de maio de 2023
34. ↑  «Russia-Ukraine War: Russian Mercenary Leader Says His Forces Are Starting to Leave Bakhmut». The New York Times. 25 de maio de 2023. Cópia arquivada em 25 de maio de 2023
35. ↑  Axe, David. «Russia Is Wasting Its Last Good Troops In A Pointless Attack On A Worthless Town». Forbes (em inglês). Consultado em 21 de dezembro de 2022. Cópia arquivada em 21 de dezembro de 2022
36. ↑  «War of attrition: Russia's stubborn fight for Ukraine's Bakhmut». France24. 9 de dezembro de 2022. Consultado em 12 de dezembro de 2022. Cópia arquivada em 11 de dezembro de 2022
37. ↑  Landale, James (9 de março de 2023). «Ukraine war: Why Bakhmut matters for Russia and Ukraine». BBC News. Consultado em 10 de março de 2023. Cópia arquivada em 10 de março de 2023
38. 1 2  Gibbons-Neff, Thomas; Yermak, Natalia; Hicks, Tyler (27 de novembro de 2022). «In Ukraine, Bakhmut Becomes a Bloody Vortex for 2 Militaries». The New York Times. ISSN 0362-4331. Consultado em 2 de dezembro de 2022. Cópia arquivada em 28 de novembro de 2022
39. ↑  «Maria Senovilla: 'Bakhmut is the blackest point of the Ukrainian war. Up to 400 Ukrainian soldiers a day are being killed'». Atalayar. 12 de dezembro de 2022. Consultado em 12 de dezembro de 2022. Cópia arquivada em 12 de dezembro de 2022
40. ↑  «'It's like Verdun': The grinding battle for Ukraine's Bakhmut». France 24 (em inglês). 13 de fevereiro de 2023. Consultado em 20 de maio de 2023
41. ↑  «Intense Fighting Reported In Ukraine's Soledar As Kremlin Tamps Down Victory Claims». Radio Free Europe / Radio Liberty. Consultado em 11 de janeiro de 2023. Cópia arquivada em 11 de janeiro de 2023
42. ↑  «Senior Defense Official and Senior Military Official Hold a Background Briefing». US Department of Defense. Consultado em 11 de janeiro de 2023 [ligação inativa]
43. ↑  «In Ukraine's Bakhmut, war is never far away». France24. 12 de julho de 2022. Consultado em 23 de agosto de 2022. Cópia arquivada em 15 de agosto de 2022
44. ↑  «The Fight to Survive Russia's Onslaught in Eastern Ukraine». The New Yorker (em inglês). Cópia arquivada em 2 de outubro de 2022
45. ↑  «Від Вугледара до Бахмута. Росія сьогодні масовано обстрілює Донецьку область». РБК-Україна. 17 de maio de 2022. Consultado em 27 de maio de 2022. Cópia arquivada em 17 de maio de 2022
46. ↑  «Кількість жертв обстрілу будинку у Бахмуті зросла до п'яти, серед них дворічна дитина». Укрінформ. 18 de maio de 2022. Consultado em 27 de maio de 2022. Cópia arquivada em 19 de maio de 2022
47. ↑  «Траса Бахмут-Лисичанськ опинилася під обстрілом ворога». Мілітарний. 24 de maio de 2022. Consultado em 27 de maio de 2022. Cópia arquivada em 24 de maio de 2022
48. ↑  «Окупанти прорвали українську оборону в районі Попасної». Ukrainian Military Pages. 25 de maio de 2022. Consultado em 27 de maio de 2022. Cópia arquivada em 25 de maio de 2022
49. ↑  «Ukrajinske trupe brane vitalni put na istoku». Free Europe. 30 de maio de 2022. Consultado em 17 de junho de 2022. Cópia arquivada em 2 de outubro de 2022
50. ↑  «ЗСУ ліквідували ворожий блокпост на трасі з Бахмута до Лисичанська». Букви. 26 de maio de 2022. Consultado em 27 de maio de 2022. Cópia arquivada em 2 de outubro de 2022
51. ↑  «Russians trying to improve tactical position in Bakhmut direction». Ukrinform. 16 de junho de 2022. Consultado em 17 de junho de 2022. Cópia arquivada em 2 de outubro de 2022
52. ↑  «Russians prepare offensive on Siversk, Soledar – General Staff» (em inglês). 26 de julho de 2022. Consultado em 3 de agosto de 2022. Cópia arquivada em 2 de outubro de 2022
53. ↑  «New photos show heartbreaking destruction in Bakhmut, Ukraine» (em inglês). 28 de julho de 2022. Consultado em 3 de agosto de 2022. Cópia arquivada em 2 de outubro de 2022
54. ↑  «July 27, 2022 Russia-Ukraine news» (em inglês). 28 de julho de 2022. Consultado em 3 de agosto de 2022. Cópia arquivada em 3 de agosto de 2022
55. ↑  «Russian Offensive Campaign Assessment, August 1». Critical threats. 1 de agosto de 2022. Consultado em 3 de agosto de 2022. Cópia arquivada em 22 de agosto de 2022
56. ↑  «August 1, 2022 Russia-Ukraine news». CNN. 2 de agosto de 2022. Consultado em 4 de agosto de 2022. Cópia arquivada em 4 de agosto de 2022
57. ↑  «Russian Offensive Campaign Assessment, August 2». Critical threats. 2 de agosto de 2022. Consultado em 3 de agosto de 2022. Cópia arquivada em 2 de outubro de 2022
58. ↑  «War update: Enemy focusing efforts in Bakhmut direction». Ukr inform. 3 de agosto de 2022. Consultado em 3 de agosto de 2022. Cópia arquivada em 2 de outubro de 2022
59. ↑  «The Wagner PMC, supported by Russian artillery, was able to break through to Patrice Lumumba Street in Bakhmut from the eastern side. Insider reports that an AFU roadblock was destroyed in the – XUA-фото войны». 4 de agosto de 2022. Consultado em 4 de agosto de 2022. Cópia arquivada em 4 de agosto de 2022
60. ↑  «Russian Offensive Campaign Assessment, August 14». The Institute for the Study of War. 14 de agosto de 2022. Consultado em 15 de agosto de 2022. Cópia arquivada em 25 de agosto de 2022
61. ↑  Bickerton, James (30 de setembro de 2022). «Russian Wagner commander killed in Ukraine's Donbas». Newsweek. Consultado em 1 de outubro de 2022. Cópia arquivada em 13 de outubro de 2022
62. ↑  Gibbons-Neff, Thomas; Yermak, Natalia; Hicks, Tyler (26 de setembro de 2022). «Two Cities, Two Armies: Pivot Points in the Fight in Ukraine's East». The New York Times (em inglês). ISSN 0362-4331. Consultado em 1 de outubro de 2022. Cópia arquivada em 13 de outubro de 2022
63. ↑  «В Бахмуті палає найстаріший палац культури, пошкоджена будівля ДСНС та немає води. Наслідки обстрілів на 8 вересня (ФОТО, ВІДЕО)». Вільне радіо. 8 de setembro de 2022. Consultado em 18 de setembro de 2022. Cópia arquivada em 21 de setembro de 2022
64. ↑  «У Бахмуті під завалами будинку знайшли тіло загиблого». Українська правда (em ucraniano). Consultado em 18 de setembro de 2022. Cópia arquivada em 20 de setembro de 2022
65. ↑  «З-під завалів зруйнованого будинку в Бахмуті рятувальники витягнули чоловіка. Рятувальні роботи продовжуються». Суспільне. 15 de setembro de 2022. Consultado em 18 de setembro de 2022. Cópia arquivada em 20 de setembro de 2022
66. ↑  «Ukraine battles Russian advance in key town of Bakhmut». Consultado em 10 de outubro de 2022. Cópia arquivada em 13 de outubro de 2022
67. ↑  «Russian troops moving closer to the eastern Ukrainian town of Bakhmut, UK says». Reuters. 10 de outubro de 2022. Consultado em 10 de outubro de 2022. Cópia arquivada em 13 de outubro de 2022
68. ↑  «Fighter of 128th brigade Mykhailo Pokydchenko killed in Opytne area. PHOTO». Censor.NET. 6 de dezembro de 2016. Consultado em 14 de janeiro de 2019
69. ↑  «A Fierce Ukrainian Mechanized Brigade Is Routing Russian Mercenaries In One Symbolic Eastern Town». Forbes. 25 de outubro de 2022
70. ↑  «WWI near Bakhmut, Ukraine waits for long-range shells, new Russian strikes expected. What happened on the front line on November 28?». The Insider. 29 de novembro de 2022. Consultado em 1 de dezembro de 2022
71. ↑  «Fighting in Ukraine descends into trench warfare as Russia looks to break through». The Guardian. 28 de novembro de 2022
72. ↑  «Ukraine says Wagner group suffered some 140 casualties in a day»
73. ↑  «In Ukraine, Bakhmut Becomes a Bloody Vortex for 2 Militaries». The New York Times. 27 de novembro de 2022. Consultado em 28 de novembro de 2022
74. ↑  «RUSSIAN OFFENSIVE CAMPAIGN ASSESSMENT, NOVEMBER 29». ISW
75. ↑  «Invasion Day 278 – Summary». MilitaryLand. 28 de novembro de 2022
76. ↑  «Bakhmut 'has reputation as most bloody, cruel and brutal part of front'». news.yahoo.com (em inglês). Consultado em 11 de dezembro de 2022
77. ↑  «Five Georgian military volunteers killed in Ukraine: encircled near Bakhmut, Donetsk Oblast». news.yahoo.com (em inglês). Consultado em 11 de dezembro de 2022
78. ↑  Kaonga, Gerrard (8 de dezembro de 2022). «Wagner Group repels fresh Ukrainian advances in battle for Bakhmut—Report». Newsweek (em inglês). Consultado em 11 de dezembro de 2022
79. 1 2  «Russia has "destroyed" Bakhmut; Donbas front lines "difficult": Zelensky». Newsweek (em inglês). 9 de dezembro de 2022. Consultado em 11 de dezembro de 2022
80. ↑  «'Only 100 metres apart': Ukrainians and Russians face off in Donetsk». the Guardian (em inglês). 9 de dezembro de 2022. Consultado em 11 de dezembro de 2022
81. ↑  «Russian Offensive Campaign Assessment, December 11». The Institute for the Study of War. 11 de dezembro de 2022
82. ↑  «The situation in the Bakhmut direction - December 11, 2022». Brussels connection. 11 de dezembro de 2022
83. ↑  «Russian Offensive Campaign Assessment, December 12». The Institute for the Study of War. 12 de dezembro de 2022. Consultado em 13 de dezembro de 2022
84. ↑  «Chronicle of a special military operation: events of December 12, 2022». Rybar. 12 de dezembro de 2022. Consultado em 13 de dezembro de 2022
85. ↑  «Undermining the railway bridge near Bakhmut». TPYXA. 12 de dezembro de 2022. Consultado em 13 de dezembro de 2022
86. ↑  «Russian Offensive Campaign Assessment, December 13». The Institute for the Study of War. 13 de dezembro de 2022. Consultado em 14 de dezembro de 2022
87. ↑  «Soledar direction situation as of 15.00 December 13, 2022». Rybar. 13 de dezembro de 2022. Consultado em 14 de dezembro de 2022
88. ↑  «Ukrainian-Russian war. Day 292». Suriyak maps. 13 de dezembro de 2022. Consultado em 14 de dezembro de 2022
89. ↑  Brugen, Isabel van (14 de dezembro de 2022). «Wagner Group breach Ukrainian lines to take control of eastern Bakhmut—ISW». Newsweek (em inglês). Consultado em 15 de dezembro de 2022
90. ↑  «Ukraine war: Volodymyr Zelensky visits front-line city of Bakhmut». BBC News (em inglês). 20 de dezembro de 2022. Consultado em 21 de dezembro de 2022
91. ↑  «Russian Offensive Campaign Assessment, December 21». The Institute for the Study of War. 21 de dezembro de 2022. Consultado em 22 de dezembro de 2022
92. ↑  «'Explosions Every Minute:' Inside Bakhmut As Fighting Rages». RFE/RFL. 19 de dezembro de 2022. Consultado em 22 de dezembro de 2022
93. ↑  «Russian Offensive Campaign Assessment, December 20». The Institute for the Study of War. 20 de dezembro de 2022. Consultado em 22 de dezembro de 2022
94. ↑  «Governor: Over 60% of infrastructure in Bakhmut damaged or destroyed». Yahoo News. 26 de dezembro de 2022. Consultado em 27 de dezembro de 2022
95. ↑  «Institute for the Study of War». Institute for the Study of War (em inglês). Consultado em 29 de dezembro de 2022
96. ↑  Ponomarenko, Illia (4 de janeiro de 2023). «As Battle of Bakhmut nears culmination, Ukraine's artillery gasps for more ammo». The Kyiv Independent. Consultado em 6 de janeiro de 2023
97. ↑  Andrew Osborn (8 de janeiro de 2023). «Wagner boss says he wants Bakhmut in Ukraine for its 'underground cities'». Reuters. Consultado em 8 de janeiro de 2023
98. ↑  desk, The Kyiv Independent news (15 de janeiro de 2023). «Ukrainian military source: Russia controls administrative territory of Soledar». The Kyiv Independent. Consultado em 19 de janeiro de 2023
99. ↑  «Russia claims capture of Klishchiivka near Ukraine's Bakhmut». Reuters. 20 de janeiro de 2023
100. ↑  «Russia's Wagner Unit Claims Control of Ukrainian Town Near Bakhmut». Wall Street Journal. 19 de janeiro de 2023. Consultado em 20 de janeiro de 2023
101. ↑  "Russia Pours Fighters Into Battle for Bakhmut". The New York Times, acessado em 11 de fevereiro de 2023.
102. ↑  «Rusové obklíčili Bachmut z další strany, naznačil ukrajinský štáb». iDNES.cz (em checo). 22 de fevereiro de 2023. Consultado em 23 de fevereiro de 2023
103. ↑  «Fundador do grupo Wagner afirma que cidade ucraniana de Bakhmut está 'praticamente cercada'». GZH. 3 de março de 2023. Consultado em 4 de março de 2023
104. ↑  «Grupo paramilitar russo Wagner reivindica captura da parte leste de Bakhmut». noticias.uol.com.br. Consultado em 8 de março de 2023
105. ↑  «Institute for the Study of War». Institute for the Study of War. Consultado em 4 de março de 2023. Cópia arquivada em 25 de março de 2022
106. ↑  «Bakhmut: Fighting in the street but Russia not in control - deputy mayor». BBC News. Consultado em 4 de março de 2023
107. ↑  Badshah, Nadeem; Clinton, Jane; Gerts, Mark (4 de março de 2023). «As it happened: street fighting in Bakhmut as battle rages for control of the city». The Guardian. ISSN 0261-3077. Consultado em 4 de março de 2023
108. ↑  «Russian mercenary leader complains of critical ammunition shortage in battle of Bakhmut». CBC.ca. Consultado em 6 de março de 2023
109. ↑  Arhirova, Hanna. «Russian forces claim progress in Bakhmut but no end in sight». The Washington Post. Consultado em 9 de março de 2023
110. ↑  Hird, Karolina; Mappe, Grace; Wolkov, Nicole; Barros, George; Clark, Mason. «Russian Offensive Campaign Assessment, March 7, 2023». Institute for the Study of War. Consultado em 9 de março de 2023
111. ↑  Walker, Marcus. «Russia's Wagner Heralds Advance in Bakhmut as Battle Grinds On in Eastern Ukraine». The Wall Street Journal. Consultado em 9 de março de 2023
112. ↑  Sforza, Lauren (8 de março de 2023). «Russia says it controls eastern Bakhmut». The Hill. Consultado em 9 de março de 2023
113. ↑  «Ukraine war: Russia's Wagner Group claims full control of eastern Bakhmut districts». Euronews. 8 de março de 2023. Consultado em 9 de março de 2023
114. ↑  «Ukraine, Russia say hundreds of enemy troops killed in battle for Bakhmut». Reuters. 11 de março de 2023. Consultado em 12 de março de 2023
115. ↑  «Ukraine war: Battle for Bakhmut 'stabilising', says commander». BBC. Consultado em 25 de março de 2023
116. ↑  Pennington, Josh (26 de março de 2023). «Wagner in 'full control' of AZOM plant in Bakhmut, reports Russian state media». CNN (em inglês). Consultado em 9 de abril de 2023
117. ↑  «Wagner claims 'legal' control of Ukraine's Bakhmut». www.aljazeera.com (em inglês). Consultado em 9 de abril de 2023
118. ↑  Psaropoulos, John. «Wagner advances in Bakhmut as Ukraine gears up for counterattack». www.aljazeera.com (em inglês). Consultado em 9 de abril de 2023
119. ↑  Psaropoulos, John. «Ukrainians said to pull back in Bakhmut as Moscow launches new push». Reuters (em inglês). Consultado em 14 de abril de 2023
120. ↑  «Putin visits occupied Ukraine: 'Important to hear your opinion'». www.aljazeera.com (em inglês). 18 de abril de 2023
121. ↑  David Axe (26 de abril de 2023). «A Symphony Of Bomb Blasts: One After Another, Four Ukrainian JDAMs Apparently Strike Russian Positions In Bakhmut». Forbes
122. ↑  «На Бахмутському напрямку росія тримає 25,6 тисячі військових - Череватий». www.ukrinform.ua (em ucraniano). Consultado em 2 de maio de 2023
123. 1 2  «Ukrainian defenders oust Russian forces from some positions in Bakhmut -Ukraine general». Reuters (em inglês). 1 de maio de 2023. Consultado em 2 de maio de 2023
124. ↑  «Grupo Wagner diz que deixará cidade na Ucrânia por falta de munições». G1. Consultado em 5 de maio de 2023
125. ↑  «Mercenary boss: Chechen troops to replace Wagner Group in Bakhmut on May 10». Yahoo News. 6 de maio de 2023. Cópia arquivada em 6 de maio de 2023
126. 1 2  «Russian Offensive Campaign Assessment, May 7, 2023». Institute for the Study of War. Consultado em 8 de maio de 2023
127. ↑  «Wagner Group leader gives Russian Defenсe Minister an ultimatum, says Russian army is fleeing». Consultado em 9 de maio de 2023. Cópia arquivada em 9 de maio de 2023
128. ↑  «Russian army brigade flees Bakhmut». Consultado em 10 de maio de 2023. Cópia arquivada em 10 de maio de 2023
129. ↑  «Ukraine's defenders defeat 72nd Russian brigade near Bakhmut, liberate territory and capture prisoners». Consultado em 10 de maio de 2023. Cópia arquivada em 10 de maio de 2023
130. ↑  «Cherevaty calls 'ammo shortage' of Russians in Bakhmut a fake as 524 strikes launched in past day». Consultado em 10 de maio de 2023. Cópia arquivada em 10 de maio de 2023
131. ↑  «Syrskyi on Bakhmut: Russians retreat up to 2 km in some areas». Consultado em 10 de maio de 2023. Cópia arquivada em 10 de maio de 2023
132. ↑  «Ukraine unit says Russian brigade flees outskirts of Bakhmut». Reuters. 10 de maio de 2023. Consultado em 10 de maio de 2023. Cópia arquivada em 10 de maio de 2023
133. ↑  «Russian Offensive Campaign Assessment, May 12, 2023». Institute for the Study of War. Consultado em 13 de maio de 2023
134. ↑  «Commander Makarov was killed in fighting to repel Ukrainian attack — ministry». TASS.com. 14 de maio de 2023. Consultado em 14 de maio de 2023
135. ↑  «Ukraine's forces retake about 20 square kilometers of land near Bakhmut – defense official». www.ukrinform.net (em inglês). 16 de maio de 2023. Consultado em 24 de julho de 2023
136. ↑  Ivan Lyubysh-Kirdey (19 de maio de 2023). «Russian forces in retreat near Bakhmut, Ukraine and Wagner say». Reuters. Consultado em 20 de maio de 2023
137. ↑  "Russians deploy few thousand more occupiers near Bakhmut, heavy fighting ongoing – Deputy Defence Minister". Página acessada em 20 de maio de 2023.
138. ↑  Trevelyan, Mark (20 de maio de 2023). «Russia's Prigozhin claims capture of Bakhmut, Ukraine says fighting goes on». Reuters (em inglês)
139. ↑  Mendes, Fábio. «Putin parabeniza Grupo Wagner pela tomada de Bakhmut». CNN Brasil. Consultado em 21 de maio de 2023
140. ↑  «Why is Bakhmut important in the Russia-Ukraine war?». Aljazeera (em inglês). Consultado em 21 de maio de 2023
141. ↑  «Russia-Ukraine live: Zelenskyy says 'nothing left' in Bakhmut / Ukraine says its troops have 'semi-circled' Bakhmut». Aljazeera. 21 de maio de 2023
142. ↑  «Russian Offensive Campaign Assessment, May 21, 2023». Institute for the Study of War. Consultado em 22 de maio de 2023
143. ↑  «Russia's Prigozhin says Bakhmut territories captured as promised, will leave zone». Reuters. 21 de maio de 2023. Consultado em 23 de maio de 2023
144. ↑  «Russian Offensive Campaign Assessment, May 22, 2023». Institute for the Study of War. Consultado em 24 de maio de 2023
145. ↑  «Russian Offensive Campaign Assessment, May 23, 2023». Institute for the Study of War. Consultado em 24 de maio de 2023
146. ↑  «Russian Offensive Campaign Assessment, May 25, 2023». Institute for the Study of War. Consultado em 25 de maio de 2023. Cópia arquivada em 26 de maio de 2023
147. ↑  Wright, George (25 de maio de 2023). «Ukraine war: Wagner says Bakhmut transfer to Russian army under way». BBC. Cópia arquivada em 25 de maio de 2023
148. ↑  «Russia-Ukraine War: Russian Mercenary Leader Says His Forces Are Starting to Leave Bakhmut». The New York Times. 25 de maio de 2023. Cópia arquivada em 25 de maio de 2023
149. ↑  «Russian Offensive Campaign Assessment, May 26, 2023». Institute for the Study of War. Consultado em 27 de maio de 2023. Cópia arquivada em 27 de maio de 2023
150. ↑  «Russian Offensive Campaign Assessment, May 27, 2023». Institute for the Study of War. Consultado em 28 de maio de 2023
151. ↑  «Russian Offensive Campaign Assessment, May 28, 2023». Institute for the Study of War. Consultado em 29 de maio de 2023. Cópia arquivada em 29 de maio de 2023
152. ↑  «Russian Offensive Campaign Assessment, May 29, 2023». Institute for the Study of War. Consultado em 30 de maio de 2023. Cópia arquivada em 31 de maio de 2023
153. ↑  «Russian Offensive Campaign Assessment, May 30, 2023». Institute for the Study of War. Consultado em 31 de maio de 2023
154. ↑  «Russian Offensive Campaign Assessment, May 31, 2023». Institute for the Study of War. Consultado em 1 de junho de 2023
155. ↑  «Russian Offensive Campaign Assessment, June 1, 2023». Institute for the Study of War. Consultado em 2 de junho de 2023
156. ↑  «Russian Offensive Campaign Assessment, June 2, 2023». Institute for the Study of War. Consultado em 3 de junho de 2023
157. ↑  «Russian forces tried to blow up my men, says mercenary boss Prigozhin». Reuters. 3 de junho de 2023. Consultado em 4 de junho de 2023
158. ↑  «Ukraine retakes part of village near Bakhmut, head of Russia's Wagner says». Reuters. Consultado em 5 de junho de 2023
159. ↑  «Ukrainian offensive is 'taking place in several directions,' says official». CNN. 5 de junho de 2023
160. ↑  Bailey, Riley; Hird, Karolina; Stepanenko, Kateryna; Wolkov, Nicole; Kagan, Fredrick W. «Russian Offensive Campaign Assessment, June 5, 2023». Institute for the Study of War. Consultado em 6 de junho de 2023
161. ↑  Hird, Karolina; Bailey, Riley; Stepanenko, Kateryna; Wolkov, Nicole; Barros, George; Kagan, Fredrick W. «Russian Offensive Campaign Assessment, June 6, 2023». Institute for the Study of War. Consultado em 8 de junho de 2023
162. ↑  Stepanenko, Kateryna; Hird, Karolina; Mappes, Grace; Wolkov, Nicole; Barros, George; Kagan, Fredrick W. «Russian Offensive Campaign Assessment, June 7, 2023». Institute for the Study of War. Consultado em 8 de junho de 2023
163. ↑  "Ukrainian forces advance 1,600 meters on flanks around Bakhmut – Cherevatyi". Página acessada em 10 de junho de 2023.
164. ↑  Hird, Karolina; Barros, George; Mappes, Grace; Wolkov, Nicole; Clark, Mason; Kagan, Fredrick W. «Russian Offensive Campaign Assessment, June 8, 2023». Institute for the Study of War. Consultado em 9 de junho de 2023
165. ↑  "Ukrainian army conducts assault operations, advances in Bakhmut direction - military spox". Página acessada em 10 de junho de 2023.
166. ↑  «Ukraine's army reports new gains against Russian forces near Bakhmut». Reuters. 10 de junho de 2023. Consultado em 10 de junho de 2023
167. ↑  Ukraine forces advance 1.4 km near Bakhmut over 24 hrs - spox
168. ↑  Bailey, Riley; Hird, Karolina; Wolkov, Nicole; Clark, Mason. «Russian Offensive Campaign Assessment, June 14, 2023». Institute for the Study of War. Consultado em 15 de junho de 2023
169. ↑  «Ukrainian military: Forces have advanced on the eastern front». The Jerusalem Post. Reuters. Consultado em 25 de junho de 2023
170. ↑  «Ukrainian Troops Advance in the East». Voice of America. 24 de junho de 2023. Consultado em 25 de junho de 2023
171. ↑  Query, Alexander (24 de junho de 2023). «Official: Ukrainian troops advance in several directions around Bakhmut». The Kyiv Independent. Consultado em 25 de junho de 2023
172. ↑  «AFU advance in Bakhmut direction, destroy enemy equipment in Luhansk direction». ukrinform. 24 de junho de 2023. Consultado em 25 de junho de 2023
173. ↑  «Ukrainian forces gain ground near Klishchiivka on Bakhmut front – Ukraine's General Staff». Ukrayinska Pravda. Yahoo! News. 5 de julho de 2023. Consultado em 5 de julho de 2023
174. ↑  Korshak, Stefan. «Ukraine Makes Further Gains Amid Heavy Fighting Around Bakhmut». Kyiv Post. Consultado em 5 de julho de 2023
175. ↑  Vasilyeva, Nataliya. «Russia 'flees key village' as Ukraine edges closer to regaining Bakhmut». The Daily Telegraph. Consultado em 5 de julho de 2023
176. ↑  «Ukraine steps up counteroffensive with new push south and around Bakhmut». The Guardian. Consultado em 17 de agosto de 2023
177. ↑  Axe, David. «Counterattacking In The North And South, Ukrainian Troops Are Cutting The Supply Lines Into Bakhmut». Forbes. Consultado em 17 de agosto de 2023
178. ↑  Popeski, Ron; Kozhukhar, Oleksander; Pruchnicka, Anna. «Ukraine says Russian troops 'trapped' in eastern city of Bakhmut». Reuters. Consultado em 17 de agosto de 2023
179. ↑  Bailey, Riley; Stepanenko, Kateryna; Evans, Angelica; Mappes, Grace; Ganzeveld, Annika; Clark, Mason. «Russian Offensive Campaign Assessment, September 8, 2023». Institute for the Study of War. Consultado em 9 de setembro de 2023
180. ↑  Query, Alexander (8 de setembro de 2023). «Ukraine war latest: Ukraine controls most of Klishchiivka south of Bakhmut, commander says». Kyiv Independent. Consultado em 9 de setembro de 2023
181. ↑  «Frontline report: Cluster munitions help Ukraine inflict "mindboggling" losses near Klishchiivka». Euromaidan Press. Consultado em 9 de setembro de 2023
182. ↑  Mappes, Grace; Hird, Karolina; Bailey, Riley; Harward, Christina; Clark, Mason. «Russian Offensive Campaign Assessment, September 9, 2023». Institute for the Study of War. Consultado em 9 de setembro de 2023
183. ↑  Harward, Christina; Bailey, Riley; Evans, Angelica; Mappes, Grace; Clark, Mason. «Russian Offensive Campaign Assessment, September 15, 2023». Institute for the Study of War (em inglês). Consultado em 15 de setembro de 2023
184. ↑  Balmforth, Tom; Pruchnicka, Anna. «Ukraine troops retake village south of Bakhmut, military says». reuters. Consultado em 15 de setembro de 2023
185. ↑  KULLAB, SAMYA. «Ukrainian forces reclaim a village in the east as part of counteroffensive». AP. Consultado em 15 de setembro de 2023
186. ↑  Korshak, Stefan. «Victory in Andriivka, Possible Capture of Klishchiivka – Ukraine's Local Success in Bakhmut Sector». Kyiv Post. Consultado em 15 de setembro de 2023
187. ↑  Starkov, Nick. «Ukraine recaptures village near Bakhmut, Zelenskiy says». Reuters. Consultado em 18 de setembro de 2023
188. ↑  «Ukraine General Says Klishchiivka Village Near Bakhmut Recaptured». U.S. News & World Report. Reuters. Consultado em 17 de setembro de 2023
189. ↑  Barber, Harriet; Randall, Lila (17 de setembro de 2023). «Ukraine-Russia war: Ukraine's forces recapture Klishchiivka». The Daily Telegraph. Consultado em 17 de setembro de 2023
190. ↑  Bailey, Riley; Hird, Karolina; Wolkov, Nicole; Evans, Angelica; Barros, George; Kagan, Frederick W. (29 de novembro de 2023). «Russian Offensive Campaign Assessment, November 29, 2023». Critical Threats. Consultado em 12 de fevereiro de 2024. Cópia arquivada em 30 de novembro de 2023
191. ↑  Wolkov, Nicole; Harward, Christina; Stepanenko, Kateryna; Bailey, Riley; Kagan, Frederick W. (30 de dezembro de 2023). «Russian Offensive Campaign Assessment, December 30, 2023». Institute for the Study of War. Consultado em 31 de dezembro de 2023. Cópia arquivada em 31 de dezembro de 2023
192. ↑  Holder, Josh (28 de setembro de 2023). «Who's Gaining Ground in Ukraine? This Year, No One.». The New York Times. Consultado em 12 de fevereiro de 2024. Cópia arquivada em 29 de setembro de 2023
193. 1 2  «Пригожин: в боях за Бахмут погибли 20 тыс. бойцов ЧВК "Вагнер"». Kommersant (em russo). 24 de maio de 2023. Consultado em 24 de maio de 2023
194. 1 2  «Евгений Пригожин назвал потери ЧВК "Вагнер" в Артемовске». RBK Group (em russo). 24 de maio de 2023. Consultado em 25 de maio de 2023
195. ↑  «Russian forces may have scored rare success in battle near Bakhmut». Financial Times. 10 de janeiro de 2023. Consultado em 10 de janeiro de 2023. Cópia arquivada em 10 de janeiro de 2023
196. ↑  «Russia diverting troops to Bakhmut from other Donetsk battles -UK intel». The Jerusalem Post | JPost.com (em inglês). Consultado em 24 de abril de 2023. Cópia arquivada em 24 de abril de 2023
197. ↑  Yau, Justin; Farmer, Ben (9 de dezembro de 2022). «Inside Bakhmut: The strange and senseless death trap draining Ukraine's tired army». The Telegraph. ISSN 0307-1235. Consultado em 15 de dezembro de 2022. Cópia arquivada em 15 de dezembro de 2022
198. ↑  Joshua Zitser (7 de março de 2023). «Spike in Russian combat deaths fuels fears of worse carnage to come». Business Insider (em inglês). Consultado em 21 de maio de 2023
199. ↑  Britzky, Haley (29 de março de 2023). «Battle for Bakhmut has turned into a "slaughter-fest for the Russians," top US general says». CNN. Consultado em 11 de abril de 2023, and Russia is 'getting hammered': Top US general on Bakhmut battle, CNN, 30 March 2023 (accessed 11 April 2023).
200. ↑  Holland, Steve; Jackson, Katharine (2 de maio de 2023). «US believes Russians in Ukraine have suffered 100,000 casualties in 5 months». Reuters. Consultado em 1 de maio de 2023. Cópia arquivada em 1 de maio de 2023
201. ↑  «President Biden Reveals Massive Number of Russian Casualties in Bakhmut». Kyiv Post (em inglês). 21 de maio de 2023. Consultado em 22 de maio de 2023
202. ↑  Susie Blann (24 de maio de 2023). «Russia's Wagner boss says more than 20,000 of his troops died in Bakhmut battle». APNews (em inglês). Consultado em 24 de maio de 2023
203. ↑  «Wagner Says 20,000 of Its Troops Have Died Taking Ukraine's Bakhmut». The Wall Street Journal
204. ↑  «Russian Offensive Campaign Assessment, May 24, 2023». Institute for the Study of War (em inglês). Consultado em 25 de maio de 2023
205. ↑  «Ukraine war: The battle of Bakhmut is not about seizing vital ground - it is about maximising enemy casualties». Sky News (em inglês). Consultado em 18 de julho de 2023
206. ↑  «'Hell. Just hell': Ukraine and Russia's war of attrition over Bakhmut». Financial Times. 9 de dezembro de 2022. Consultado em 15 de dezembro de 2022. Cópia arquivada em 15 de dezembro de 2022
207. ↑  «Bakhmut 'Totally Destroyed' as Russia Feeds Waves of Cannon Fodder into 'Meat Grinder'». Kyiv Post. Consultado em 15 de dezembro de 2022. Cópia arquivada em 15 de dezembro de 2022
208. ↑  «Mayor: 204 Bakhmut residents killed, 505 injured since start of full-scale invasion». The Kyiv Independent (em inglês). 31 de maio de 2023. Consultado em 31 de maio de 2023
209. ↑  Gibbons-Neff, Thomas; Yermak, Natalia; Hicks, Tyler (27 de novembro de 2022). «In Ukraine, Bakhmut Becomes a Bloody Vortex for 2 Militaries». The New York Times (em inglês). ISSN 0362-4331. Consultado em 2 de dezembro de 2022
210. ↑  «Senior Defense Official and Senior Military Official Hold a Background Briefing». U.S. Department of Defense (em inglês). Consultado em 2 de dezembro de 2022
211. ↑  Altman, Howard (29 de novembro de 2022). «Ukraine Situation Report: The Bloody Battle For Bakhmut». The Drive (em inglês). Consultado em 2 de dezembro de 2022
212. ↑  Ellyatt, Holly. «Trenches, mud and death: One Ukrainian battlefield looks like something out of World War I». CNBC (em inglês). Consultado em 2 de dezembro de 2022
213. ↑  Brennan, David (7 de dezembro de 2022). «Notorious Wagner Group targeting volunteers in Ukraine, U.S. trainer says». Newsweek (em inglês). Consultado em 11 de dezembro de 2022
214. 1 2  Beaumont, Peter (10 de dezembro de 2022). «In the 'Bakhmut meat grinder', deadlocked enemy forces slog it out». The Observer (em inglês). ISSN 0029-7712. Consultado em 8 de maio de 2023
215. ↑  «Invincibility centre Bakhmut. What is happening at the most difficult axis of the front». Ukrainska Pravda (em inglês). Consultado em 8 de maio de 2023
216. ↑  «Russia's 'disposable soldiers' fighting for Bakhmut». The Times of India. 2 de novembro de 2022. ISSN 0971-8257. Consultado em 8 de maio de 2023
217. ↑  «Потери штурмовых групп РФ в Бахмуте составляют 80%, раненых бросают умирать - нацгвардеец — УНИАН». web.archive.org. 4 de janeiro de 2023. Consultado em 8 de maio de 2023
218. 1 2  Vasilyeva, Nataliya (17 de novembro de 2022). «Heavy fighting in eastern Ukraine raises fears Moscow is reinforcing new epicentre of war». The Telegraph (em inglês). ISSN 0307-1235. Consultado em 18 de novembro de 2022
219. ↑  «WWI near Bakhmut, Ukraine waits for long-range shells, new Russian strikes expected. What happened on the front line on November 28?». The Insider. 29 de novembro de 2022. Consultado em 1 de dezembro de 2022
220. ↑  «Russian forces may have scored rare success in battle near Bakhmut». Financial Times. 10 de janeiro de 2023. Consultado em 10 de janeiro de 2023. Cópia arquivada em 10 de janeiro de 2023
221. 1 2  «Ukraine war: Heavy losses reported as battle for Bakhmut rages». BBC News. 13 de março de 2023. Consultado em 13 de março de 2023. Cópia arquivada em 13 de março de 2023
222. ↑  Bigg, Matthew Mpoke; Gibbons-Neff, Thomas (1 de fevereiro de 2023). «Seeing a Prize, Russia Inundates a Ukraine City With Troops». The New York Times. ISSN 0362-4331. Consultado em 1 de fevereiro de 2023. Cópia arquivada em 1 de fevereiro de 2023
223. ↑  US: Russia has suffered 100K casualties in Bakhmut since December
224. ↑  Lamothe, Dan; Khurshudyan, Isabelle (2 de maio de 2023). «Spike in Russian combat deaths fuels fears of worse carnage to come». The Washington Post. Consultado em 11 de julho de 2023. Cópia arquivada em 3 de maio de 2023
225. ↑  «US fears Ukrainian counteroffensive will become carnage – WP». Ukrainska Pravda (em inglês). Consultado em 4 de maio de 2023. Cópia arquivada em 4 de maio de 2023
226. ↑  «Ukraine live briefing: Russia has suffered 100,000 casualties since December, US says». Washington Post (em inglês). 1 de maio de 2023. Consultado em 4 de maio de 2023. Cópia arquivada em 5 de maio de 2023
227. ↑  «Russia investigates Wagner chief for 'armed mutiny' after call for attack on military». the Guardian (em inglês). 23 de junho de 2023. Consultado em 3 de julho de 2023
228. ↑  Brown, Chris (1 de dezembro de 2022). «Why the battle for the small city of Bakhmut is so important to both Russia and Ukraine». Canadian Broadcasting Corporation. Consultado em 3 de dezembro de 2022
229. ↑  «Zelensky warns of 'open road' through Ukraine's east». CNN. Consultado em 7 de março de 2023. Cópia arquivada em 7 de março de 2023
230. ↑  Harlow, Sebastian Shukla,Frederik Pleitgen,Rich (19 de outubro de 2022). «Devastation on Ukraine's eastern front, where the notorious Wagner group is making gains». CNN (em inglês). Consultado em 28 de maio de 2023
231. 1 2  «Russian propaganda launches discrediting campaign against Wagner mercenaries». Ukrayinska Pravda (em inglês). 1 de julho de 2023. Consultado em 4 de julho de 2023